# Polizeiregiment "Bozen"
Il Polizeiregiment "Bozen" (Reggimento di polizia "Bolzano"), già Polizeiregiment "Südtirol" (dal 1º al 29 ottobre 1943) e in seguito SS-Polizeiregiment "Bozen" (dal 16 aprile 1944), era un reparto militare della Ordnungspolizei (polizia d'ordine) della Germania nazista, creato in Alto Adige nell'autunno 1943, durante l'occupazione tedesca della regione nel contesto della Zona d'operazioni delle Prealpi. La truppa era formata da coscritti altoatesini, mentre gli ufficiali e i sottufficiali provenivano dalla Germania.
Composto da tre battaglioni, è noto principalmente in quanto il terzo fu impiegato con compiti di guardia e sorveglianza nella Roma occupata, dove il 23 marzo 1944 l'11ª Compagnia fu colpita dall'attentato di via Rasella compiuto da partigiani gappisti, riportando trentatré morti e cinquantacinque feriti. Per rappresaglia, il giorno seguente i tedeschi perpetrarono l'eccidio delle Fosse Ardeatine, alla cui esecuzione i sopravvissuti della compagnia attaccata non parteciparono, nonostante in base alla consuetudine militare germanica spettasse a loro "vendicare" i commilitoni caduti.
Le caratteristiche del "Bozen" rappresentano uno dei vari aspetti controversi dell'attentato di via Rasella: per questo motivo, nell'ambito delle pluridecennali polemiche sull'argomento, sono state tratteggiate descrizioni del reggimento tra loro notevolmente difformi, in cui la capacità offensiva e il grado di adesione al nazismo dei suoi uomini sono enfatizzati o al contrario minimizzati, rispettivamente per affermare o negare la legittimità morale e l'efficacia militare dell'azione partigiana.
Il primo battaglione fu operativo in Istria e il secondo nel Bellunese (dove fu coinvolto nella strage della valle del Biois dell'agosto 1944), svolgendo entrambi prevalentemente attività antipartigiane, compito a cui fu adibito anche il terzo battaglione dopo il suo ritiro da Roma e trasferimento al nord. Tutti e tre si arresero negli ultimi giorni di guerra agli eserciti alleati o ai partigiani.

## Contesto storico
Dopo l'annuncio dell'armistizio italiano dell'8 settembre 1943 i tedeschi dettero avvio all'invasione dell'Italia. Sin dal 10 settembre le province di Bolzano (Alto Adige), Trento e Belluno furono sottoposte al diretto controllo del Terzo Reich venendo incluse nella Zona d'operazioni delle Prealpi (in tedesco Operationszone Alpenvorland – OZAV). Su tale territorio la Repubblica Sociale Italiana, entità statuale satellite della Germania, era titolare di una sovranità puramente formale. Il governo della zona, con la carica di commissario supremo, fu affidato a Franz Hofer, Gauleiter del Tirolo-Vorarlberg.

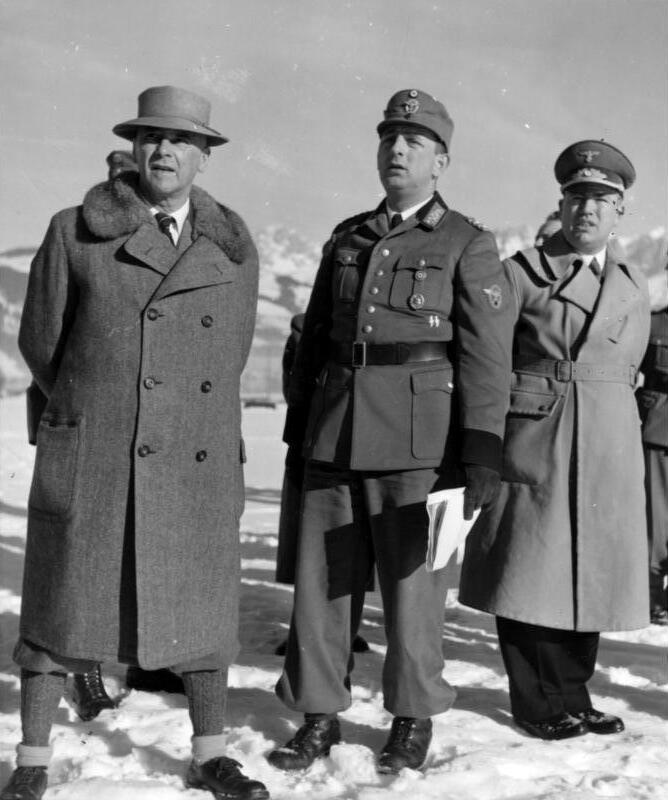
Franz Hofer (a destra), commissario supremo dell'OZAV, ordinò l'arruolamento coatto di tutti gli uomini residenti nelle province di Trento, Bolzano e Belluno appartenenti alle classi 1894-1926. Al centro Kurt Daluege, comandante della Ordnungspolizei, e sulla sinistra Wilhelm Frick, ministro dell'interno del Reich. Kitzbühel, febbraio 1939.

Allo scopo di procedere con la creazione di unità militari fu istituito a Bolzano l'Ufficio Centrale di Reclutamento, una commissione mista composta da membri dell'amministrazione civile, della Wehrmacht e delle SS, con il compito di sondare la disponibilità della popolazione a servire in armi il Terzo Reich. In un primo momento l'attenzione delle autorità germaniche era limitata agli Optanten, cioè a quegli altoatesini che, in base al sistema delle opzioni di cittadinanza risalente all'accordo italo-tedesco del 1939, avevano optato per la cittadinanza tedesca. In seguito, visti gli scarsi risultati, Hofer emanò delle direttive che stabilirono i criteri per l'arruolamento coatto della popolazione maschile della regione: la direttiva n. 30 del 6 novembre 1943 dichiarava che «per raggiungere la vittoria finale per una nuova Europa è necessario l'impiego totale di tutte le forze». In base a tale disposizione, tutti gli appartenenti alle classi 1924 e 1925 furono chiamati dalle autorità tedesche ad assolvere il servizio di guerra nell'Organizzazione Todt, nel SOD (Südtiroler Ordnungsdienst), nel CST (Corpo di sicurezza trentino), nei Polizeiregimenter, nei corpi delle SS e nella Wehrmacht. L'arruolamento in formazioni militari della Repubblica Sociale Italiana, pur formalmente previsto, venne ostacolato in tutti i modi.
La successiva ordinanza n. 41 del 7 gennaio 1944 specificava che «tutti i cittadini italiani di sesso maschile delle classi dal 1894 al 1926 incluso, che hanno la residenza nel territorio della Zona di Operazioni delle Prealpi oppure vi risiedono non solo transitoriamente, sono obbligati alla prestazione del servizio di guerra». Furono quindi obbligati all'arruolamento tutti gli uomini appartenenti alle classi di leva indicate, di lingua italiana o tedesca che fossero, compresi coloro che a suo tempo avevano optato per l'Italia anziché per la Germania (i cosiddetti Dableiber), i quali furono tacciati di tradimento, sottoposti a vessazioni e angherie e in molti casi inviati al fronte orientale.
La chiamata al servizio di guerra nell'Alpenvorland è stata definita da qualche autore un vero e proprio "rastrellamento di sudtirolesi" nelle vallate, dovuto alla nota volontà dei tedeschi di impiegare tutte le risorse umane disponibili, che nelle ultime fasi del conflitto li avrebbe portati a schierare finanche i giovanissimi della Hitlerjugend e gli anziani del Volkssturm. Per la maggior parte, gli arruolati erano contadini, artigiani, pastori e mugnai, molti dei quali montanari; ricevettero una cartolina indirizzata «All'obbligato al servizio di guerra», che lapidariamente enunciava: «Vi viene dato l'ordine di presentarVi in base all'ordinanza del commissario supremo». Chi avesse tentato di rifugiarsi in montagna per sottrarsi all'arruolamento avrebbe rischiato la condanna a morte, nonché la persecuzione dei propri cari in base al principio penale nazista della Sippenhaft, come minacciava un manifesto in lingua italiana del gennaio 1944:
Chi si presentava, dopo un paio di settimane di addestramento, riceveva un modulo prestampato individuale da firmare, sul quale era scritto: «L'arruolato svolge il proprio servizio presso il reggimento in qualità di volontario»; a chi tentò di rifiutarsi di firmare fu spiegato che ciò avrebbe comportato il trasferimento immediato al fronte oppure in un lager. Josef Prader, reduce del III Battaglione del "Bozen", anni dopo ricordò: «Ci fecero firmare cartellini sui quali era scritto che eravamo volontari. Io dissi che, se volevano, potevano anche arruolarmi, ma non come volontario. Mi risposero che mi avrebbero definito come pareva e piaceva a loro, e che se facevo tante storie, sarei finito in Russia. Ecco come eravamo volontari...».
L'arruolamento forzato dei Dableiber e l'estensione nei loro confronti delle dure sanzioni per i renitenti (come avvenne nel caso di Franz Thaler) costituiva violazione di almeno tre articoli della Convenzione dell'Aia del 1899, sottoscritta e mai denunciata dalla Germania:
- Art. 44: «È proibito forzare la popolazione di un territorio occupato a prendere parte alle operazioni militari contro il proprio paese».
- Art. 45: «È proibito costringere la popolazione di un territorio occupato a prestar giuramento alla potenza nemica».
- Art. 46: «L'onore e i diritti della famiglia, la vita degli individui e la proprietà privata, al pari delle convinzioni religiose e dell'esercizio dei culti, devono essere rispettati»[16].

Solo in provincia di Belluno questo tentativo di coscrizione obbligatoria fallì e – malgrado il rischio di condanne a morte e di ritorsioni sui famigliari – la gran parte dei giovani aderì con diverse modalità al movimento di liberazione, che in zona era già bene organizzato e operava anche per sabotare in vario modo il reclutamento da parte degli occupanti. A Trento e a Bolzano si verificarono invece solo sporadiche defezioni da queste milizie costituite con giovani del posto, tuttavia non mancarono casi di diserzione e di partecipazione a forme di resistenza, specie quando fu chiaro che queste truppe venivano impiegate in azioni antipartigiane e di ritorsione sui civili, dentro e fuori il territorio dell'Alpenvorland. Per tutelare le loro famiglie, i disertori in genere dissimulavano la fuga, ad esempio inscenando in pubblico un arresto da parte di bande partigiane.

## Costituzione e addestramento
Un primo nucleo del reggimento fu costituito nell'ottobre 1943 sotto le direttive del colonnello Alois Menschick, con il nome di Polizeiregiment "Südtirol", successivamente cambiato (a seconda delle fonti, il 29 ottobre o nel corso di novembre) in "Bozen" (Bolzano). Furono poi creati altri tre reggimenti sudtirolesi (Südtiroler Regimenter) anch'essi identificati non con un numero, come accadeva per gli altri reggimenti di polizia tedeschi, ma con dei riferimenti geografici: "Alpenvorland" (Prealpi), "Schlanders" (Silandro) e "Brixen" (Bressanone). Complessivamente questi reparti avevano una consistenza di circa diecimila uomini.
Entro la fine del mese di ottobre il "Bozen" raggiunse le duemila unità venendo suddiviso in quattro battaglioni, poi ridotti a tre (il quarto, costituito nell'aprile 1944, già nel mese successivo fu scorporato per costituire il primo nucleo del Polizeiregiment "Alpenvorland"), dei quali solo il terzo svolse il proprio servizio fuori dalle due zone d'operazioni create dai tedeschi nell'Italia nord-orientale (Prealpi e Litorale adriatico). Ogni battaglione era composto da quattro compagnie numerate progressivamente (I Battaglione: compagnie dalla 1ª alla 4ª; II Battaglione: compagnie dalla 5ª all'8ª; III Battaglione: compagnie dalla 9ª alla 12ª). Gli uomini, inizialmente optanti delle classi 1900-1912, furono addestrati fino al febbraio 1944 prima di essere inviati nelle zone designate. L'idea originaria di costituire un reggimento integralmente con volontari fu abbandonata a causa della scarsità degli stessi e si procedette alla leva delle classi citate.
Alle reclute venne impartito un addestramento di tre mesi sull'uso di granate, fucili, mitra e mitragliatrici (molte di preda bellica soprattutto italiana, come gran parte dell'abbigliamento integrato dalle mostrine tedesche), mimetizzazione, sicurezza, combattimento in piccoli gruppi e controguerriglia. Secondo i reduci il "Bozen" fu il meglio addestrato dei quattro reggimenti, fatto che in parte spiegherebbe perché le sue perdite di guerra furono più contenute di quelle, ad esempio, del reggimento "Alpenvorland". A differenza dello "Schlanders", al "Bozen" e agli altri reggimenti non furono impartite lezioni ideologiche sul cosiddetto Judensystem ("sistema ebraico"). Il 30 gennaio si svolse la cerimonia di giuramento, alla presenza del generale Karl Wolff, comandante supremo delle SS e della polizia in Italia, e del commissario prefettizio di Bolzano Karl Tinzl.
La paga per il soldato semplice di un reggimento di polizia sudtirolese equivaleva a 12,5 lire al giorno, 2,5 lire in più rispetto alla paga dell'esercito.

## Primo battaglione

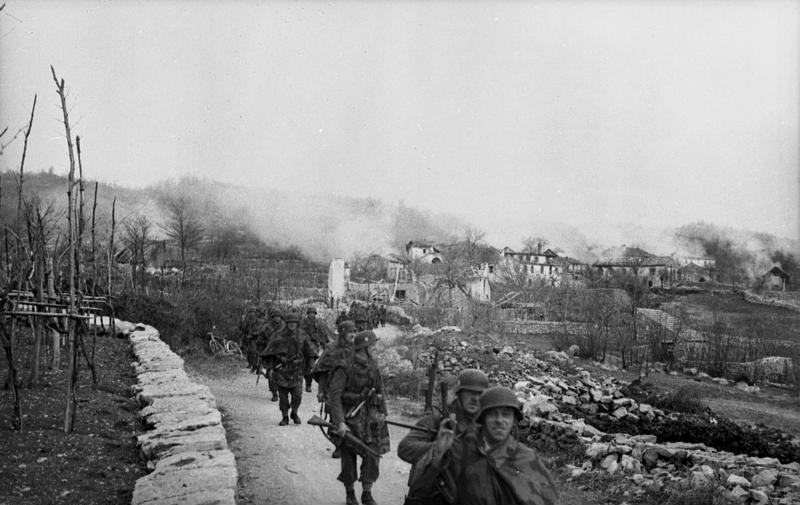
Soldati del I Battaglione del "Bozen" si allontanano dal villaggio di Gornji Turki (nei pressi di Kastav - Castua) dopo averlo incendiato (5 aprile 1944)

Il primo battaglione – articolato su quattro compagnie per un totale di circa 900 uomini, al comando del maggiore della Schutzpolizei (Schupo) Oskar Kretschmer – fu inviato nel febbraio 1944 in Istria, inclusa nella Zona d'operazioni del Litorale adriatico (OZAK). Con base ad Abbazia e sotto il diretto controllo del comandante dell'Ordnungspolizei di Trieste – il tenente colonnello (SS-Obersturmbannführer und Oberstleutnant der Schupo) Hermann Kintrup – ma indirettamente dipendente dal comandante in capo delle SS dell'OZAK, Odilo Globočnik, fu impiegato in operazioni antipartigiane, accerchiamenti e rastrellamenti, oltre a sorvegliare le linee ferroviarie e di trasporto per garantire i rifornimenti, operando soprattutto nella zona a nord-ovest di Fiume, lungo le vie di comunicazione per Trieste e Lubiana. Questo battaglione – interamente motorizzato – fu l'unico a essere munito di veicoli blindati, disponendo di quattro mezzi italiani catturati dopo l'8 settembre 1943: un'autoblindo AB41 e una Lancia 1ZM, un tankette L3/33 e un L3/35.
Il 5 aprile si svolse l'operazione Bozen, condotta dal primo battaglione, nella zona di Brnčići (vicino a Castua), nel corso della quale fu incendiato il villaggio di Gornji Turki. Dal 25 aprile al 6 maggio 1944 il battaglione prese parte all'operazione Braunschweig contro i partigiani jugoslavi, diretta da Globočnik, sempre nella zona a nord-ovest di Fiume. Nel corso di tale operazione il 30 aprile fu compiuta – ad opera di reparti delle SS-Karstwehr – la strage di Lipa (un paese nei pressi di Mattuglie), in cui furono uccisi 263 civili. Secondo la ricercatrice croata Petra Predoević, alcune testimonianze dell'epoca incrociate con dati d'archivio suggeriscono un possibile coinvolgimento del "Bozen" nei fatti che portarono alla strage: suoi potrebbero infatti esser stati alcuni reparti incolonnati attaccati dai partigiani, e questa potrebbe esser stata la causa immediata del successivo attacco al centro abitato. Il 3 maggio la terza compagnia era in azione a Cacitti (tra Divaccia ed Erpelle-Cosina), mentre la seconda compagnia partecipò all'operazione come Sicherungsgruppe (gruppo di sicurezza) nella zona di Susgnevizza, probabilmente come forza di sbarramento per impedire ai partigiani di ritirarsi.
L'arretramento del fronte balcanico lo costrinse in seguito a trasferirsi per breve tempo ad Aidussina e poi a Tolmino, per ritirarsi infine fino al passo del Predil (oggi presso il confine italo-sloveno) nel vano tentativo di frenare l'avanzata dell'8ª Armata britannica, alla quale si arrese nella successiva ritirata nel maggio 1945 a Thörl-Maglern, in Carinzia. I prigionieri furono inviati in un campo di raccolta a Kötschach-Mauthen, da dove alcuni di loro riuscirono a fuggire per tornare in Alto Adige attraverso la Gailtal; furono quindi trasferiti prima a Udine e poi a Rimini-Bellaria, sorvegliati con maggior rigore da guardie neozelandesi e polacche. Coloro che avevano eluso la sorveglianza ed erano tornati alle proprie case, essendo sprovvisti del foglio di congedo regolare, dovettero presentarsi presso la Caserma "Vittorio Veneto" di Bolzano, dove in breve tempo furono concentrati molti ex appartenenti ai corpi di polizia altoatesini, sottoposti a una sorveglianza piuttosto blanda; tuttavia, in seguito i prigionieri furono per la maggior parte trasferiti presso il campo di Rimini e poi a Taranto, venendo rilasciati nel settembre 1946.

## Secondo battaglione

Soldati di un battaglione di polizia tedesco operante in provincia di Belluno nel settembre 1944, presumibilmente il II Battaglione del "Bozen". Gli elmetti e le uniformi sotto i teli mimetici sono di fabbricazione tedesca, mentre le cartucciere sono italiane.

Il secondo battaglione fu inviato nel febbraio 1944 nella provincia di Belluno, dove tra marzo e dicembre effettuò ottantacinque operazioni antipartigiane, in particolare nella valle del Biois in agosto e sul monte Grappa in settembre (quest'ultima è nota come Operazione Piave). Tra la mattina del 20 agosto e la sera del 21, uomini di questo battaglione al comando del maresciallo (Zugwachtmeister der Schutzpolizei) Erwin Fritz (comandante di plotone della 6ª Compagnia), furono coinvolti, insieme ad alcuni reparti della Fallschirm-Panzer-Division 1 "Hermann Göring" e della SS-Gebirgs-Kampfschule (Scuola d'alta montagna delle Waffen-SS) di Predazzo, nella strage della valle del Biois, in cui furono uccisi quarantaquattro civili e distrutte 245 abitazioni, lasciando 645 persone senza tetto. Inoltre, nel marzo 1945, in seguito all'uccisione di tre militari sudtirolesi nel corso di un attacco partigiano, uomini di questo battaglione parteciparono all'impiccagione di quattordici persone in una piazza centrale di Belluno. Secondo lo storico sudtirolese Leopold Steurer, «a Belluno il Polizeiregiment Bozen divenne tristemente famoso a causa della sua brutalità».
Alla fine della guerra la maggior parte dei membri del reparto fu fatta prigioniera dai partigiani il 2 maggio 1945 ad Agordo. Alcuni tentarono di scappare attraverso l'Agordino, ma furono nuovamente catturati dai partigiani e internati nel campo di Cencenighe, dove vari partecipanti all'eccidio del Biois furono riconosciuti e immediatamente fucilati. I prigionieri restanti, consegnati agli statunitensi, furono inviati nel campo di Rimini e condivisero la stessa sorte di quelli del primo battaglione.
Durante il processo per il massacro della valle del Bios celebrato a Bologna nel 1979, i militari sudtirolesi imputati furono assolti per mancanza di prove e, chiamati a testimoniare, accusarono i loro ex comandanti per il comportamento tenuto nel corso dell'operazione, fornendo elementi decisivi per la determinazione dei capi d'accusa. L'ex maresciallo Erwin Fritz, nativo di Berlino e residente nella Germania Ovest a Gottinga, commissario di polizia a riposo, fu processato in contumacia poiché il governo tedesco non ne concesse l'estradizione; la sua difesa venne affidata all'avvocato Roland Riz, vicepresidente della Südtiroler Volkspartei (SVP) e deputato, il quale ne chiese l'assoluzione con formula piena. Fu inizialmente condannato all'ergastolo dalla Corte d'assise di Bologna, la quale tuttavia in appello venne dichiarata incompetente per difetto di giurisdizione. Processato nuovamente dal Tribunale militare di Verona, nel 1988 Fritz fu assolto per insufficienza di prove e tale sentenza venne poi confermata dal Tribunale supremo militare.

## Terzo battaglione

### Invio a Roma e impiego operativo
Il trasferimento del terzo battaglione a Roma avvenne dal 12 al 19 febbraio 1944, in condizioni difficili a causa delle contemporanee operazioni per le prime due battaglie di Montecassino e per contrastare lo sbarco di Anzio. Il commissario supremo dell'Alpenvorland Hofer, nonostante fosse a capo di un'amministrazione civile, riteneva che i reggimenti di polizia sudtirolesi fossero ai suoi ordini, avendo alle sue dipendenze il locale comandante delle SS e della polizia, generale Karl Brunner. Per questo aveva formalmente preteso che ogni loro spostamento al di fuori dell'OZAV dovesse ottenere la sua autorizzazione, cosicché il trasferimento del reparto a Roma fu, con ogni probabilità, oggetto di un accordo tra lui e il generale Karl Wolff. Teoricamente alle dipendenze di Wolff, nell'assolvimento dei compiti di sorveglianza a Roma il battaglione era sottoposto al comandante militare della piazza, il generale della Luftwaffe Kurt Mälzer. Nel settembre 1946, fatto prigioniero, il generale Wolff dichiarò:
I compiti di guardia a cui era destinato erano stati fino a quel momento svolti dal Wachzug der 2. Fallschirmjäger-Division (plotone di guardia della 2ª Divisione paracadutisti) e dal Fallschirmjäger-Bataillon Schirmer (Battaglione paracadutisti Schirmer). Il battaglione, ridotto a sole tre compagnie, trovò alloggio nelle soffitte del Palazzo del Viminale, ex sede del ministero dell'interno (dopo la fondazione della RSI trasferito a Toscolano Maderno). Gli incarichi operativi furono così ripartiti: alla 9ª Compagnia fu affidata la sorveglianza dei lavori di allestimento di strutture difensive ad Albano Laziale; la 10ª fu impiegata nel centro della città per la guardia agli stati maggiori tedeschi, al Vaticano e agli edifici pubblici; mentre l'11ª fu posta in riserva. In base al processo di rotazione delle unità, il 24 marzo l'11ª avrebbe dovuto sostituire la 10ª, la quale sarebbe quindi passata in riserva.
Non avendo particolari incarichi oltre al servizio di guardia al ministero dell'interno, l'11ª Compagnia fu sottoposta per oltre un mese a un'attività addestrativa supplementare di marcia e di tiro, in attesa di dare il cambio alle altre due compagnie. Gli uomini della truppa ricoprivano tutti il grado di Unterwachtmeister, il più basso dopo quello di allievo. Quasi ogni mattino marciavano fino al campo di esercitazioni e al poligono di tiro di Tor di Quinto, nei pressi del foro Mussolini, per poi fare ritorno verso le 14:00 seguendo sempre lo stesso percorso: piazza del Popolo, via del Babuino, piazza di Spagna, via dei Due Macelli. Giunti all'incrocio con via del Tritone, sebbene questa strada fosse più comoda per raggiungere via delle Quattro Fontane, il maggiore Hans Dobek (per errore spesso chiamato "Dobbrick"), comandante del battaglione che seguiva spesso gli spostamenti dei suoi uomini, ordinò che la colonna continuasse lungo via del Traforo per poi svoltare in via Rasella, parallela di via del Tritone mal lastricata e più ripida, per evitare il traffico del centro. La colonna marciava con alla testa il comandante della compagnia, il sottotenente Walter Wolgasth di Amburgo, divisa in tre file con un sottufficiale davanti a ognuna; gli uomini più alti erano nelle prime file, in modo da dare un'impressione di forza. La marcia era spesso accompagnata dal canto Hupf, mein Mädel (Salta, ragazza mia), imposto dal maggiore Dobek con dure punizioni per chi non avesse cantato. Sebbene fosse intonato molto controvoglia dai militari altoatesini, che si sentivano ridicoli, il canto era considerato dai partigiani una provocazione e una dimostrazione di spavalderia.
Agli uomini, tra cui vi erano dei ladini che parlavano tedesco con difficoltà, fu vietata la libera uscita per impedire ogni contatto con la popolazione romana, venendo severamente puniti qualora avessero comprato qualcosa all'esterno o, essendo per la maggior parte cattolici praticanti, si fossero recati segretamente in chiesa. Durante l'addestramento, gli ufficiali tedeschi erano soliti insultarli come "traditori", "maiali" e "bastardi". Per la difficoltà nell'addestrarli e la scarsa marzialità dimostrata anche dopo ore di esercitazioni, li definivano inoltre "teste di legno tirolesi" (Tiroler Holzköpfe).
Gli uomini del Bozen non furono i primi appartenenti alla Ordnungspolizei a essere dislocati a Roma: in particolare tre compagnie (provenienti rispettivamente dall’Alsazia-Lorena, da Amburgo e dall’Austria) avevano partecipato al rastrellamento del ghetto del 16 ottobre 1943.

### L'attentato di via Rasella
Il 23 marzo, giorno in cui si celebrava l'anniversario della fondazione dei Fasci italiani di combattimento, l'11ª Compagnia fu colpita dall'attentato di via Rasella a opera di varie unità dei Gruppi di Azione Patriottica (GAP), riportando trentatré caduti (vedi elenco) e cinquantacinque feriti. Giorgio Amendola, uno dei comandanti dei GAP a Roma, dichiarò di aver scelto personalmente il "Bozen" come obiettivo, avendo notato la ripetitività del suo percorso di marcia e la puntualità del suo passaggio ogni pomeriggio. Secondo un'altra versione, a notare il reparto in marcia e a proporlo come oggetto di un'azione armata fu il gappista Mario Fiorentini "Giovanni", di padre ebreo, che aveva riconosciuto in quei soldati «le stesse uniformi verde marcio» degli uomini venuti a prendere i suoi genitori.
Carla Capponi ricordò che la notte precedente l'attentato, avendo «bisogno di ritrovare tutte le ragioni che [la] portavano a compiere quell'attacco», si era concentrata sugli orrori della guerra:
Ma a poco a poco mi convinsi che non preparavo un agguato a innocenti: quegli uomini erano stati educati, abituati a uccidere: l'operazione di "selezione della razza" (l'attuale pulizia etnica) era per loro un risanamento della società. [...] Così, recuperai la visione esatta della realtà che stavo vivendo: per tutti coloro che avevano sofferto ed erano morti ingiustamente, che erano ingiustamente perseguitati, per loro dovevo battermi.»
Rosario Bentivegna ricordò invece come segue gli attimi precedenti l'esplosione dell'ordigno da lui nascosto in un carretto da spazzino:
Le divise, le armi puntate, il passo cadenzato, persino la carretta su cui era piazzata la mitragliatrice, le voci straniere, tutto era un oltraggio al cielo azzurro di Roma, agli intonaci, ai sampietrini, al verde che il parco di Palazzo Barberini riverberava dolce sulla via Rasella. Era un oltraggio che si ripeteva, da millenni e nei millenni; e il Vae victis di Kesselring non aveva di fronte, a rintuzzarlo, che le armi e il coraggio dei partigiani. Oggi, il nostro tritolo.
Venivano su cantando, macabri e ridicoli e i segni di morte che avevano indosso erano, stavolta, i segni della loro condanna.»
Intervistati in diverse occasioni, alcuni reduci dell'11ª Compagnia affermarono di ricordare che quel giorno i loro comandanti tedeschi, presumibilmente consapevoli del rischio di attacchi per l'anniversario dei Fasci, avevano preso insolite precauzioni. Secondo Sylvester Putzer, diversamente dal solito, in quell'occasione sarebbe stato loro proibito di cantare, mentre Franz Bertagnoll affermò che erano partiti «con i colpi in canna e non era mai accaduto». Tali ricordi indussero alcuni di loro a maturare negli anni il sospetto di essere stati inviati consapevolmente al massacro.

### La mancata partecipazione alla rappresaglia

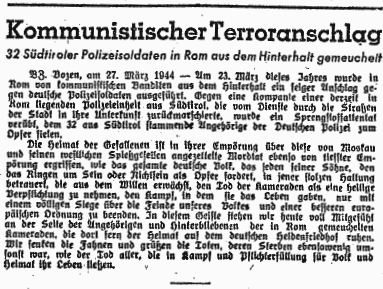
Notizia sul Bozner Tagblatt, quotidiano nazista di Bolzano, nell'edizione del 28 marzo 1944, p. 3, che accusa Mosca di aver ordinato l'«attentato terroristico comunista»

L'eccidio delle Fosse Ardeatine fu organizzato ed eseguito dal tenente colonnello delle SS Herbert Kappler e dai suoi uomini del servizio di sicurezza (SD). Sebbene la consuetudine di guerra tedesca prevedesse che fosse il reparto colpito a dover eseguire la rappresaglia, in modo che i soldati uccisi fossero vendicati dai loro stessi camerati, gli uomini del "Bozen" non parteciparono al massacro.
Secondo le testimonianze di alcuni di loro, la mattina del 24 marzo i sopravvissuti all'attacco gappista furono chiamati dal loro comandante ad attuare la rappresaglia, ma si rifiutarono per motivi religiosi. Il reduce Albert Innerbichler, ex taglialegna della provincia di Bolzano, nel 1996 raccontò:
Secondo un altro superstite, Luis Kaufmann: «Ci furono discussioni, telefonate concitate, esplosioni di rabbia. Ma la nostra decisione fu chiara: non potevano pretendere che dei cristiani come noi...». Il reduce Arthur Atz, in una prima intervista a tratti molto confusa a causa della sua scarsa padronanza dell'italiano, negò che l'ordine fosse stato impartito direttamente alla truppa, attribuendo il rifiuto al comandante:
In successive interviste anche Atz affermò di essersi rifiutato. Preso atto del rifiuto gli ufficiali e i sottufficiali del battaglione, tutti tedeschi, tentarono di convincere il maggiore Dobek dell'impossibilità di far eseguire le fucilazioni a militari che «non hanno mai sparato contro altri uomini, nemmeno in battaglia. È ausgeschlossen ("escluso") e unmöglich ("impossibile") pretendere che si mettano ora a fucilare ostaggi inermi». Il comandante reagì adirato e apostrofò i suoi uomini come "cani vigliacchi", per poi recarsi dal generale Mälzer.
Lo svolgimento del colloquio presso l'ufficio di Mälzer, avvenuto intorno alle 12:00, è ricostruito negli atti dei processi Kesselring (1947) e Kappler (1948). Mentre il generale Mälzer informava il tenente colonnello Kappler che l'ordine proveniva da Hitler in persona, sopraggiunse il maggiore Dobek, convocato qualche ora prima. Dopo che Kappler presentò a Mälzer la lista con una parte dei nominativi dei prigionieri da fucilare, il generale si rivolse a Dobek affidandogli il compito di far eseguire la rappresaglia al suo battaglione. In un primo momento, Dobek riteneva opportuno che i suoi uomini formassero un plotone d'esecuzione per la rappresaglia; tuttavia, una volta appresa la modalità delle uccisioni decisa da Mälzer e Kappler per adempiere all'ordine nel termine di ventiquattr'ore concesso da Hitler (ogni esecutore avrebbe dovuto uccidere un prigioniero alla volta, con un colpo alla nuca sparato a distanza ravvicinata, in tedesco Genickschuß), il maggiore affermò che i suoi uomini non erano adatti allo scopo. Secondo le deposizioni di Kappler, Dobek «insistette che non poteva aspettarsi che i suoi uomini, che erano di sentimenti religiosi, avessero potuto procedere all'esecuzione nel breve tempo a disposizione», dichiarando: «I miei uomini sono anziani. In parte sono molto religiosi, in parte pieni di superstizione e vengono da remote province delle Alpi»; in breve, Dobek «mise avanti la questione che i suoi uomini non erano addestrati alle armi e che erano anche di età avanzata».
A causa delle difficoltà opposte da Dobek, il generale Mälzer telefonò al comando della 14ª Armata e parlò con il colonnello Wolf Rüdiger Hauser affinché gli fornisse un reparto per le esecuzioni, ma l'ufficiale rispose testualmente: «la polizia è stata colpita, la polizia deve fare espiare». Solo a questo punto Mälzer ordinò a Kappler di provvedere personalmente alla rappresaglia con le sue SS. Due giorni dopo, ritenendo quelle di Dobek delle mere scuse, Kappler presentò una denuncia al generale Karl Wolff, comandante delle SS e della polizia in Italia, ma tale iniziativa non ebbe alcun esito e il maggiore rimase al comando delle due restanti compagnie del suo battaglione, trasferito nel Nord Italia.
La ricostruzione coincide con quanto dichiarato alle autorità alleate nell'agosto 1946 dal capitano delle SS Erich Priebke, subordinato di Kappler e tra gli organizzatori dell'eccidio, dopo la sua cattura: «Il giorno seguente [24 marzo 1944, ndr], verso le ore 10,00, Kappler chiamò di nuovo tutti noi ufficiali, dicendoci che il Comandante del Reggimento di Polizia, i cui soldati erano stati uccisi, si rifiutava di mettere in pratica l'esecuzione capitale, e che i soldati del Quartier Generale in via Tasso dovevano essere gli esecutori».
Nonostante il reggimento non avesse preso parte alla rappresaglia, in un rapporto della delegazione italiana alla conferenza di pace di Parigi del 1946 si legge: «Fu un'unità del reggimento "Bozen" che diede luogo alla sfrenata rappresaglia contro 320 ostaggi civili trucidati alle Fosse Ardeatine vicino a Roma il 24 marzo 1944». La strategia diplomatica adottata dal governo italiano di Alcide De Gasperi sulla questione dell'Alto Adige alla conferenza di Parigi è stata negli anni più volte attaccata dalla Südtiroler Volkspartei: De Gasperi avrebbe strumentalmente insistito sul tema dell'adesione degli altoatesini al nazismo, della quale il "Bozen" sarebbe stato una manifestazione, in modo da assicurare la sovranità italiana sulla regione, poi riconosciuta dall'accordo De Gasperi-Gruber del 1946.
In un'intervista a Kappler realizzata nel 1974 nel carcere militare di Gaeta in cui era recluso, l'intervistatore gli domandò se fosse vero che qualcuno si era rifiutato di eseguire l'ordine di rappresaglia. L'ex ufficiale delle SS rispose che il comandante del III Battaglione non si era rifiutato, ma si era limitato a «[fare] presente l'impossibilità tecnica (riguardante i suoi uomini, il loro carattere, la loro età, la loro esperienza e superstizione) di poter eseguire l'ordine nel termine di ventiquattro ore», mentre egli non aveva la stessa possibilità di defilarsi.
Negli anni novanta, nel corso del processo a Erich Priebke e Karl Hass, il rifiuto del maggiore Dobek di far eseguire la rappresaglia ai suoi uomini, giudicato da Kappler pretestuoso, insieme al successivo «autentico rimbalzo di responsabilità che si verificò tra i vari Comandi militari tedeschi», è stato considerato la prova che la legittimità dell'ordine apparve dubbia ad alcuni tra gli stessi ufficiali tedeschi. Quindi secondo la corte gli imputati lo eseguirono «non perché convinti della sua legittimità, ovvero perché non consapevoli della sua manifesta criminosità, ma solo perché preferirono anteporre il proprio personale interesse all'esecuzione di centinaia di innocenti». Inoltre, il comportamento di Dobek – talvolta considerato un coraggioso atto di disobbedienza motivato dal non volersi macchiare dell'orrore dell'eccidio – è stato citato come argomento per dimostrare che per i militari tedeschi non fosse impossibile sottrarsi a ordini di rappresaglia, in modo da contraddire la linea difensiva di coloro che, accusati di crimini di guerra, invocavano lo stato di necessità sostenendo che non obbedire a tali ordini avrebbe comportato la propria condanna a morte.
È stato ipotizzato che dietro il mancato coinvolgimento del "Bozen" nell'eccidio vi fosse la volontà del Gauleiter Franz Hofer di evitare che i «suoi uomini sudtirolesi» si macchiassero di un crimine tale da aggravare le sue responsabilità, compromettendo le sue speranze di conservare il governo della regione in seguito a una futura trattativa di pace con gli Alleati. Hofer credeva infatti di poter sopravvivere politicamente alla sconfitta della Germania nazista, creando con il favore degli Alleati (con i quali era in contatto tramite il diplomatico Eugen Dollmann) una repubblica tirolese indipendente che avrebbe messo fine alle pretese austriache e italiane sulla regione e sarebbe servita agli statunitensi come baluardo verso l'est.

### Vicende successive
I funerali dei caduti furono celebrati il 25 marzo presso il cimitero militare germanico di Pomezia, all'epoca chiamato Heldenfriedhof (cimitero degli eroi), dove tuttora sono sepolti ventisei dei trentatré militari uccisi (le salme di Eichner, Friedrich Fischnaller, Kaufmann, Matscher e Steger furono «traslate in patria», mentre non si conosce il luogo di sepoltura di Haller e Wartbichler). I tedeschi ordinarono ad alcuni soldati del "Bozen" di formare un Blumenkommando, una squadra che aveva il compito di reperire il maggior numero possibile di fiori per il luogo della cerimonia. Parteciparono le massime autorità tedesche e della RSI a Roma, tra cui il generale Eberhard von Mackensen, comandante della 14ª Armata; fu presente anche il generale Wolff, che nel pomeriggio si recò a visitare in due ospedali i feriti della compagnia attaccata. Trenta militari, non essendosi ripresi dal trauma dell'attentato, disertarono e tornarono alle loro case in Alto Adige. Denunciati, furono costretti a presentarsi presso la caserma di Gries, inquadrati in compagnie punitive e inviati al fronte orientale, da cui la maggior parte di loro non fece ritorno.
Con l'approssimarsi della caduta del fronte a Cassino e dell'avanzata alleata verso Roma, al III Battaglione fu ordinato di ritirarsi fino a Firenze, dove il reparto decimato nell'attentato fu ricostituito. Grazie a documenti tedeschi dell'epoca, è stato possibile ricostruire gli spostamenti del battaglione dopo via Rasella. Diversamente dalle altre unità del Polizeigruppe Rom (il gruppo dei corpi di polizia tedesca impiegati a Roma), che furono schierate sul fronte nei Colli Albani riportando gravi perdite presso Albano Laziale e Rocca di Papa, il III Battaglione del "Bozen" alla fine di marzo o al più tardi nei primi giorni dell'aprile 1944 fu inviato nell'Italia settentrionale; venne segnalato a Castelfranco (probabilmente Castelfranco di Sotto, in provincia di Pisa) il 22 giugno e a Lecco il 28 giugno e il 25 luglio. Secondo le ricerche dello storico Christoph Hartung von Hartungen, durante la permanenza del battaglione a Lecco, la più lunga dopo la partenza da Roma, il maggiore Dobek fu ucciso dai partigiani mentre tentava di recarsi in Svizzera. Da documenti d'archivio risulta che il maggiore fu ucciso il 5 luglio 1944 ed è sepolto nel cimitero militare tedesco di Costermano.  Poi il reparto si spostò in varie località in provincia di Torino: il 29 luglio a Chiomonte, il 9 agosto ad Avigliana e Susa, il 18 agosto a Bussoleno, il 21 agosto a Bruzolo, il 9 settembre a Susa; in novembre era operativo a Bologna. Nel Novembre 1944 reparti del III. Bataillon dell’SS-Polizei-Regiment “Bozen” venivano segnalati nella zona compresa tra Santo Stefano di Cadore e Sappada. Dal 17 febbraio all'aprile 1945 fu segnalato a Pieve di Cadore (Belluno). Altri documenti segnalano il passaggio della 9ª Compagnia a Cismon del Grappa (Vicenza) il 27 agosto 1944 e a Roncegno Terme (Trento) nell'ottobre 1944.
Risulta quindi che nell'autunno 1944 il III Battaglione cominciò a rientrare nei confini dell'Alpenvorland. Il 2 maggio 1945 le truppe schierate nella zona del Cadore ricevettero l'ordine di ritirata attraverso la linea Livinallongo-Falzarego-Schluderbach ma, dopo pochi chilometri, i sudtirolesi si trovarono di fronte a posti di blocco partigiani che permisero loro di rientrare in Alto Adige attraverso la val Pusteria, in direzione di Brunico. Durante l'estate la maggior parte di loro ricevette l'ordine di presentarsi alle autorità statunitensi di Bolzano: coloro che seguirono l'ordine furono trattenuti in città per circa un mese e poi, salvo complicazioni, definitivamente congedati.
Robert Katz afferma che, nel corso delle attività antipartigiane nel Nord Italia, il terzo battaglione commise delle atrocità contro i civili.

## Relazione con le SS

### La polizia tedesca e le SS
Il Polizeiregiment "Bozen" era un reparto della Ordnungspolizei (polizia d'ordine), subordinata come tutte le forze di polizia del Reich al comando delle SS sin dal 17 giugno 1936. In quella data, Heinrich Himmler, già capo delle SS, fu nominato anche capo della polizia, che fu suddivisa in Ordnungspolizei, al comando di Kurt Daluege, e Sicherheitspolizei (polizia di sicurezza), guidata da Reinhard Heydrich. L'inserimento della polizia all'interno della struttura di comando delle SS rientrava nel processo di "sincronizzazione" (Gleichschaltung) con il regime nazista di tutte le componenti della società tedesca.
Il prefisso "SS-" anteposto alla denominazione del reggimento derivava da un provvedimento di Himmler del 24 febbraio 1943. Con questo decreto era stato disposto che tutti i reggimenti di polizia – in virtù della stretta connessione tra la polizia e le SS e in segno di riconoscimento per il loro valido impiego sul fronte orientale – fossero rinominati in SS-Polizeiregimenter, senza tuttavia modificarne l'appartenenza alla Ordnungspolizei. Dal bollettino dei comandanti della polizia relativo all'anno 1944 risulta peraltro che al nome del "Bozen" fu aggiunto il prefisso "SS-" solo ventiquattro giorni dopo via Rasella, il 16 aprile. Anche nel caso del Polizeiregiment "Alpenvorland" il provvedimento fu applicato con molto ritardo, il 29 gennaio 1945, mentre il "Brixen" e lo "Schlanders" nacquero direttamente come SS-Polizeiregimenter. 
Gli ufficiali di polizia che erano anche membri delle SS potevano segnalare la loro doppia affiliazione attraverso un distintivo di stoffa raffigurante il simbolo delle SS, le due rune, cucito sotto il taschino sinistro dell'uniforme.

### L'erronea identificazione con le SS

Scena del film Rappresaglia (1973), basato sul libro di Robert Katz Morte a Roma. Il "Bozen" è erroneamente raffigurato come un'unità di Waffen-SS, con relative mostrine e divisa grigia. Appartenendo alla polizia d'ordine, la divisa dei militari era invece di colore verde, mentre le mostrine erano le stesse della Wehrmacht.

Generalmente trascurato dalla storiografia sull'attentato di via Rasella, per decenni il "Bozen" è stato oggetto di descrizioni inesatte e contraddittorie, venendo spesso identificato erroneamente come un reparto di SS formato da volontari, tanto che questa versione – come ha notato lo storico Lorenzo Baratter, autore di varie pubblicazioni sui reggimenti di polizia altoatesini – è stata ricopiata negli anni «con la stessa, sorprendente, caparbietà degli antichi amanuensi». Ad aver sostenuto l'appartenenza di questi militari alle SS è stato in particolare il giornalista statunitense Robert Katz, il quale nel suo Morte a Roma (la cui prima edizione in inglese è del 1967), citando appunti presi durante un'intervista all'ex gappista Mario Fiorentini del 27 marzo 1965, scrive: «Sui risvolti delle loro uniformi grigie e sul fronte dei loro elmetti, come Fiorentini può vedere, portano la doppia saetta, simbolo delle SS».
In nota Katz riporta che «I tedeschi ed i fascisti più tardi affermarono che la colonna non si componeva di SS» e liquida tali affermazioni come «pretestuose» e funzionali a «descrivere la colonna come un gruppo di uomini anziani ed innocui».
In merito alla descrizione delle uniformi fornita da Katz sulla base dell'intervista a Fiorentini, lo storico statunitense Richard Raiber rileva: «Tutto ciò era immaginario. Avrebbe dovuto essere noto ai partigiani – se non a Katz – che i poliziotti, fossero SS o meno, non portavano le Sigrunen sulla mostrina destra delle loro divise, un distintivo riservato solo a membri delle Waffen-SS al di sotto del grado di colonnello delle SS (SS-Standartenführer), mentre la "doppia saetta" era raffigurata sul lato destro, e non sul fronte, degli elmetti indossati dai membri delle SS». Raiber afferma inoltre di non aver trovato fonti a sostegno dell'affermazione di Katz (per la quale è citato un libro della giornalista britannica Elizabeth Wiskemann) secondo cui il battaglione aveva la reputazione di essere «notoriamente crudele». Joachim Staron ha inoltre notato che la fonte citata da Katz parla genericamente di disumanità del "Bozen", senza alcun riferimento al battaglione degli uomini colpiti a via Rasella.
Da Morte a Roma di Katz è stata tratta la sceneggiatura del film Rappresaglia (1973) di George Pan Cosmatos, in cui gli uomini del "Bozen" sono rappresentati come Waffen-SS in divisa grigia con le tipiche mostrine recanti la doppia "S" dell'alfabeto runico. Sempre Katz, nel più recente Roma città aperta, ha descritto il reparto come un «battaglione SS» composto da optanti per la Germania che, «di fronte all'obbligo del servizio militare, avevano compiuto l'ulteriore scelta di arruolarsi nelle SS piuttosto che nella Wehrmacht».
L'identificazione dei soldati uccisi con le SS ha rappresentato un elemento di legittimazione dell'attentato. In un suo romanzo storico pubblicato nel 1973, lo scrittore Leonida Repaci scrive:
Ora quei 32 soldati erano stati impediti di commettere altri misfatti, altre violenze: ecco tutto. Ogni lacrima su loro sarebbe sprecata. Del resto non ci ha pensato nessuno a piangerli. Tranne qualche isterico soprassalto di Buffarini Guidi che si è strappato i capelli per i camerati germanici passati a miglior vita, i commilitoni dei caduti erano troppo occupati a preparare la rappresaglia per perder tempo in esibizionismi patetici.»

### Documenti e testimonianze
L'errata indicazione come SS degli uomini attaccati in via Rasella si riscontra anche in alcune fonti coeve ai fatti. Nella telefonata fatta a Benito Mussolini la sera del 23 marzo, il prefetto riferì di una compagnia di SS. Il comunicato tedesco del 25 marzo parla invece di una «colonna tedesca di Polizia», così come «polizia tedesca» è la definizione usata nel comunicato del comando dei GAP scritto da Mario Alicata in rivendicazione dell'attentato, pubblicato su l'Unità clandestina del 30 marzo. Nel comunicato con cui il Comitato di Liberazione Nazionale denunciò l'eccidio delle Fosse Ardeatine era viceversa scritto che a via Rasella l'occupante tedesco «aveva perso trentadue dei suoi SS».
Nel suo diario il gappista Franco Calamandrei non parla mai di SS: il 17 marzo scrive genericamente che era in preparazione un attentato contro «una colonna tedesca», mentre pochi giorni dopo i fatti, il 27 marzo, più dettagliatamente annota: «Si sa che la colonna colpita il 23 era formata di alto atesini passati al momento dell'armistizio dall'esercito italiano a quello germanico, e in questo impiegati appunto come forze di Polizia in vista della loro conoscenza dell'italiano». Secondo lo storico Aurelio Lepre, tali affermazioni sembrano escludere che i gappisti agirono credendo che la compagnia da colpire fosse delle SS.
Nel diario di Carlo Trabucco i soldati attaccati sono invece sarcasticamente indicati come «le care e beneamate S. S.».
Giorgio Amendola, comandante dei GAP a Roma, non ha mai parlato di SS nei suoi scritti, definendo l'obiettivo dell'attentato «reparto di gendarmeria» o «plotone di gendarmi». Rosario Bentivegna, nel suo libro Achtung Banditen! (scritto nei primi anni cinquanta e pubblicato nel 1983), non specifica il corpo di appartenenza dei militari attaccati, ma scrive che «venivano su, verdi nelle loro divise come ramarri»: le divise verdi erano caratteristiche della polizia d'ordine, nota infatti colloquialmente come Grüne Polizei (polizia verde), mentre l'uniforme di servizio delle SS era di colore grigio. Intervistato nel 1994 nell'ambito di un'inchiesta giornalistica su via Rasella, in risposta all'osservazione dell'intervistatore «Si è insistito molte volte, ed anche Lei lo ha affermato in questa sede, che i Tedeschi uccisi in Via Rasella fossero delle SS, invece non è vero», Bentivegna ha dichiarato:
Anche Carla Capponi ha parlato di «SS di Bolzano, gruppi speciali». Nel corso della stessa inchiesta, il reduce del reggimento Arthur Atz, interrogato su quale fosse il suo corpo di appartenenza, ha risposto: «Polizia. [...] Non abbiamo fatto parte delle SS, quella era una pura bugia che hanno detto, eravamo sempre poliziotti, mai delle SS, credevano soltanto loro che eravamo delle SS».
Secondo Matteo Matteotti, all'epoca partigiano socialista a Roma, erano «reparti che non avevano niente a che fare con le rappresaglie, gli orrori che venivano perpetrati nei confronti dei partigiani e della popolazione. Si trattava appunto di un reparto di soldati di scarso rilievo bellico e aggressivo».

### Valutazioni storiografiche
Aurelio Lepre, in un suo scritto su via Rasella del 1996, dubita che i militari del "Bozen" fossero SS, soprattutto in ragione del fatto che il loro comandante maggiore Dobek si oppose a che eseguissero la rappresaglia, per di più con la motivazione che non erano addestrati a sparare: «una scusa che sarebbe apparsa ridicola se avanzata da un ufficiale delle SS».
Esaminando i documenti personali e le uniformi degli uomini del reggimento, vari autori ne hanno confutato l'appartenenza alle SS. Hermann Frass scrive: «Non si parlava assolutamente di SS, nemmeno sul libro paga, che era redatto dal comando del reggimento e che riportava il suo sigillo di servizio. Né sull'uniforme, né sull'elmetto, né sul cinturone compariva il simbolo delle SS. Gli ufficiali venivano chiamati con le definizioni di rango della Wehrmacht e non con quelle delle SS».
Lo storico Giorgio Angelozzi Gariboldi afferma: «La definizione che fossero SS è incongrua... perché non avevano la divisa grigia delle SS, una divisa con le mostrine delle SS nel bavero, ma una divisa verde vivace [...] questi del Bozen con le SS non avevano nulla a che fare».
Lorenzo Baratter, rilevando che il prefisso "SS-" fu aggiunto diversi giorni dopo l'attentato, osserva: «A prescindere dalle considerazioni che riguardano l'uso del termine SS associato ai Polizeiregimenter, è dunque dimostrato che il 23 marzo il "Bozen" non apparteneva nemmeno sotto il profilo formale alle SS». Lo stesso autore ha fatto notare che tra l'Ordnungspolizei e le SS potevano esistere relazioni funzionali: ad esempio, per gli ufficiali subalterni e superiori il grado ricoperto valeva in entrambi i corpi, mentre i generali avevano un doppio grado assegnato automaticamente a partire dal 1942-43; ma tra l'appartenere all'uno o all'altro corpo vi era una differenza sostanziale poiché, mentre le SS furono dichiarate organizzazione criminale dal Tribunale internazionale di Norimberga, i componenti dell'Ordnungspolizei poterono rimanere in servizio anche nel dopoguerra.
Richard Raiber definisce l'identificazione del "Bozen" con le SS «un mito creato dai partigiani dopo la guerra». Baratter attribuisce la persistenza dell'errore nelle ricostruzioni storiche a «storici militanti che nel dopoguerra hanno commesso delle strane "sviste", evitando di ammettere che a Via Rasella furono colpiti dei soldati che non appartenevano nemmeno formalmente alle SS, non erano dei volontari e che, per la loro stessa origine, sudtirolese, avevano subito da fascismo e nazismo per almeno vent'anni quello che i partigiani romani nemmeno lontanamente potevano intuire».

## Cittadinanza dei soldati
Esistono versioni discordanti su quale fosse l'effettiva cittadinanza dei componenti dell'11ª Compagnia attaccata a via Rasella, dato che la loro zona di provenienza era passata alla sovranità italiana solo a seguito della Prima guerra mondiale e l'inquadramento della relativa popolazione era stato a lungo oggetto di questioni internazionali. Una parte delle fonti afferma che era formata interamente da uomini che in seguito alle opzioni di cittadinanza avevano deciso per la Germania (Optanten). Secondo Robert Katz erano uomini che «al tempo dell'unione con la Germania, avevano scelto la cittadinanza tedesca». La Corte suprema di cassazione, all'interno della sentenza di condanna inflitta nel 2007 al quotidiano Il Giornale per diffamazione ai danni dei gappisti, ha dichiarato che «facendo parte dell'esercito tedesco, i suoi componenti erano sicuramente altoatesini che avevano optato per la cittadinanza germanica».
Tuttavia è anche da tenere presente che le autorità tedesche dell'Alpenvorland, dopo un primo insoddisfacente tentativo di limitare l'arruolamento agli optanti per la Germania volontari, tramite varie chiamate di leva obbligatoria, estesero l'arruolamento a tutti gli appartenenti alle classi 1894-1926 (minacciando severe pene per i renitenti), compresi coloro che avevano optato per l'Italia (Dableiber). In questo quadro altre fonti delineano una situazione più complessa, ammettendo in varia misura la possibilità che nel reggimento militassero anche cittadini italiani. Secondo Michael Wedekind nel "Bozen", primo reggimento di polizia sudtirolese formato, militavano «perlopiù politicamente affidabili Optanten», mentre i reggimenti costituiti in seguito – l'"Alpenvorland", lo "Schlanders" e il "Brixen" – erano composti prevalentemente da Dableiber. Friedrich Andrae scrive che nel "Bozen" militavano anche «coloro che nel 1939 non avevano optato per la Germania ma per l'Italia, quindi de jure cittadini italiani a tutti gli effetti». Lutz Klinkhammer afferma che i militari sudtirolesi in servizio a Roma erano «in parte Optanten, ma perlopiù Dableiber [...] costretti, contro ogni norma internazionale, al servizio militare». In riferimento al contesto in cui fu costituito il reggimento, Alessandro Portelli scrive: «Fino al settembre 1943, sono reclutati solo gli "optanti" [...]. Dopo l'8 settembre, vengono richiamati anche cittadini formalmente italiani, la cui la [sic] volontarietà è poco più che una finzione, ma che comunque preferiscono questo servizio che è meglio pagato e li tiene lontani dal fronte». Lorenzo Baratter sottolinea come i tedeschi arruolassero indifferentemente altoatesini di ogni cittadinanza: «Non importava se i destinatari delle cartoline di precettazione fossero cittadini di lingua italiana oppure tedesca, optanti per la Germania piuttosto che per l'Italia: bastava essere uomini, residenti nel territorio dell'Alpenvorland, essere nati tra il 1894 e il 1926. Non c'erano altre vie di scampo». Per Claus Gatterer il reggimento era composto per la maggior parte da quei filo-austriaci descritti dal prefetto italiano Giuseppe Mastromattei come animati da sentimenti di «ostilità pregiudiziale e irriducibile contro il nazismo».
Umberto Gandini evidenzia la loro stessa incertezza in merito: «Quelli che persero la vita erano sudtirolesi, quasi tutti già anziani, arruolati per forza appena tre mesi prima, partiti malvolentieri e scaraventati come tanti altri nella bolgia di una guerra non voluta né capita, incerti pure sulla loro cittadinanza al punto che non avrebbero saputo dire con sicurezza se dovevano considerarsi, per la burocrazia, italiani o tedeschi. [...] Avevano tutti documenti d'identità italiani in tasca ma parlavano tedesco; indossavano la divisa della polizia tedesca ma erano stati in precedenza, quasi tutti, soldati italiani». Risulta infatti che, a prescindere dalla cittadinanza acquisita in seguito alle opzioni, coloro che furono inviati a Roma avevano in gran parte già prestato servizio militare nel Regio Esercito italiano, essendo stati molti di loro fanti a Torino, artiglieri di montagna a Merano e a Rovereto, alpini a Brunico, genieri a Casale Monferrato. Johann Kaufmann, caduto nell'attentato, era stato fante a Palermo; il sopravvissuto Peter Putzer, originario di Varna, era stato artigliere da montagna italiano, compiendo l'addestramento al passo del Tonale con cannoni austro-ungarici catturati durante la prima guerra mondiale; Arthur Atz, di Caldaro, prima di optare per la Germania aveva svolto il servizio militare italiano in Sardegna nel 1939. Interrogato su quale fosse la nazionalità sua e dei suoi ex commilitoni, in un italiano incerto Atz rispose:
Nelle polemiche su via Rasella, il fatto che i militari attaccati fossero altoatesini e non propriamente tedeschi è stato uno degli aspetti che hanno maggiormente diviso: i critici dell'azione partigiana, ritenendo i caduti degli italiani costretti a indossare quell'uniforme dalle circostanze della guerra e dunque anch'essi vittime dei tedeschi, hanno accusato i gappisti di aver commesso un inutile fratricidio; viceversa, nell'ottica dei partigiani l'essere italiani in divisa tedesca era un'aggravante, come dimostra l'episodio riferito da Pasquale Balsamo della telefonata da lui ricevuta dalla madre di uno dei militari uccisi, intenzionata a difendere la memoria del figlio rivendicandone l'italianità. Alla domanda «Capisce, Balsamo, che mio figlio era italiano?», l'uomo rispose: «Signora, non lo dica a nessuno! Perché sennò è pure alto tradimento! Suo figlio non solo era italiano: vestiva la divisa tedesca, occupava un paese italiano e perseguitava gli italiani in divisa tedesca, quindi era un traditore». Per Bentivegna «erano di nazionalità germanica, e molti di loro avevano lottato per la nazionalità germanica prima... nel 1938 quando ci fu l'accordo sull'Alto Adige tra Mussolini e Hitler. [...] Per noi avevano una divisa nemica, erano nemici. Cioè, anche i fascisti erano italiani, che ragionamento è?».
Poco dopo essere stato rintracciato in Argentina, Erich Priebke dichiarò che, non essendo i caduti tedeschi, tra gli esecutori del massacro delle Fosse Ardeatine non era sentito alcun desiderio di vendetta: «a noi ufficiali dei morti in via Rasella non importava niente. Non erano nostri ragazzi, erano del Tirolo, più italiani che tedeschi. [...] Nessuno di noi pensava o voleva vendicarsi, l'ordine arrivò molto dall'alto».

## Età dei soldati

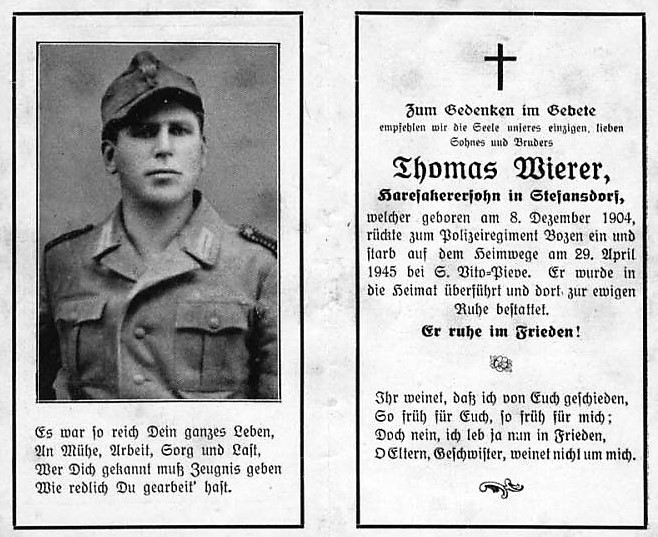
Uno dei membri del Polizeiregiment Bozen, Thomas Wierer della Val Pusteria, classe 1904, morto nel 1945, con l'uniforme

Nel complesso il reggimento era formato per la maggior parte da uomini delle classi di leva 1900-1912, aventi quindi tra i 31 e i 43 anni.
L'età dei caduti di via Rasella (vedi elenco) andava dai 26 anni di Franz Niederstätter ai 42 di Jakob Erlacher. Arrotondando per difetto l'età di ogni caduto considerando gli anni compiuti alla data del 23 marzo 1944, l'età media risulta di 33,6 anni. Arrotondando invece l'età per eccesso considerando gli anni che ognuno avrebbe compiuto nel corso del 1944, il più giovane risulta avere 27 anni, il più anziano 43 e l'età media sale a 38. In base alle settantasette schede personali della lista delle perdite, l'età media di tutti coloro che furono colpiti dall'attentato, sia i morti che i feriti, ammonta a 35,5 anni ed emerge che circa il 40% erano padri di famiglia.
La testimonianza del portinaio del collegio scozzese situato nelle vicinanze degli alloggiamenti del battaglione (raccolta dallo scrittore Raleigh Trevelyan nel suo Roma '44 e spesso citata in varie ricostruzioni), secondo cui i militari «Erano vecchi, vecchi di Bolzano, padri di famiglia», per Lorenzo Baratter è «alquanto forzata e inopportuna». Nelle polemiche su via Rasella i critici dell'attentato hanno spesso enfatizzato l'anzianità dei militari attaccati, definendoli «anziani riservisti». Alessandro Portelli scrive: «Non sono truppe scelte né freschissime, anche se la vulgata antiresistenziale esagera facendone dei vecchietti». La definizione di «vecchi padri di famiglia» è invece ripresa da Joachim Staron.

## Armamento e dotazioni

Scena del film Rappresaglia che mostra un riuscito attacco con bombe a mano contro una Kübelwagen con mitragliatrice durante l'attentato di via Rasella. Studi più recenti escludono che la colonna del "Bozen" fosse scortata da veicoli armati.

La Corte di cassazione, nel condannare come diffamatoria verso gli ex gappisti l'affermazione del quotidiano Il Giornale secondo cui gli uomini attaccati erano disarmati, ha dichiarato che erano dotati di sei bombe a mano ciascuno e maschinenpistolen. Secondo le testimonianze dei reduci Konrad Sigmund e Albert Innerbichler, furono proprio le bombe trasportate dai militari (secondo Sigmund ciascuno di essi portava cinque o sei bombe attaccate alla cintola) che, esplodendo dopo essere state colpite da schegge dell'ordigno o a causa del calore, resero ancora più devastante l'esplosione generando una reazione a catena.
Nelle sue memorie Rosario Bentivegna scrive che la colonna era dotata di una mitragliatrice su motocarrozzetta. La presenza e l'utilizzo di almeno una mitragliatrice sono attestati da una lista di sopravvissuti proposti per la Croce al merito di guerra di seconda classe.

## Il dibattito sul "Bozen"

### Dal dopoguerra agli anni settanta
Il 24 marzo 1954, decimo anniversario dell'eccidio delle Fosse Ardeatine, nel suo discorso commemorativo il vicepresidente della Camera Cino Macrelli affermò che «per via Rasella passavano gli uomini che col ferro e col fuoco erano riusciti ancora una volta a dominare l'Italia» e che la bomba «puniva l'oltraggio e l'offesa dei nuovi Teutoni».
Nel 1970, in occasione del dibattito parlamentare sulla modifica dello Statuto speciale del Trentino-Alto Adige, il deputato missino Beppe Niccolai, contrario all'attribuzione di una maggiore autonomia alla regione, riprese l'infondata accusa ai militari del "Bozen" di aver chiesto «l'onore [...] di formare il plotone di esecuzione che dà l'avvio alla strage delle Fosse Ardeatine». Nella stessa seduta, il deputato della Südtiroler Volkspartei (SVP) Karl Mitterdorfer ricordò che essi al contrario «si rifiutarono, perché di fede cattolica», di partecipare alla rappresaglia.
Nei decenni successivi, per le sue particolari caratteristiche di reggimento composto da altoatesini arruolati forzosamente e impiegato a Roma come unità non combattente, la scelta di colpire il "Bozen" è stata uno dei punti toccati dal dibattito su via Rasella. Nel 1979 il giornalista Umberto Gandini pubblicò in allegato al quotidiano Alto Adige un'inchiesta sul "Bozen" dal titolo Quelli di via Rasella. La storia dei sudtirolesi che subirono l'attentato del 23 marzo 1944 a Roma, con varie interviste ai superstiti della bomba gappista. Dalla ricerca emergono l'estraneità degli uomini attaccati in via Rasella alle SS, il loro arruolamento forzato, la loro devozione cattolica e lontananza dal modello del soldato nazista, nonché i particolari della mancata partecipazione alla strage delle Fosse Ardeatine. Circa la sorte dei caduti, Gandini commenta: «Una volta premesso che nessun uomo "merita" di morire, ed accettata quindi solo per momentanea esigenza dialettica l'orribile "logica" che regola le vicende di guerra, si può dire tranquillamente che quel giorno di marzo, in via Rasella, morirono i soldati tedeschi meno tedeschi di tutti quelli che imperversavano in quegli anni per l'Europa; e i soldati tedeschi che meno di tutti "meritavano" quella fine, perché non avevano fatto assolutamente niente di male, non erano stati nemmeno messi nella condizione di poter fare del male».
Uno dei primi personaggi pubblici a criticare l'azione gappista e a esprimere vicinanza ai caduti fu Marco Pannella, leader del Partito Radicale, che sempre nel 1979 affermò: «Ricordare che erano sud-tirolesi i ragazzi di via Rasella è fare insulto alla Resistenza? [...] vorrei poter portare fiori sulle tombe di quei 40 ragazzi, il cui nome non è scritto da nessuna parte, se non nella nostra convinzione che non si trattava di cose (come qualcuno sembra credere) ma di persone, di uomini che avevano delle madri, delle mogli, dei figli, che erano capaci di pensare, di sentire, di baciare». Nella polemica con il PCI che seguì i deputati comunisti Antonello Trombadori e Giorgio Amendola denunciarono l'esponente radicale per vilipendio delle forze armate (l'art. 290 comma 2 del codice penale italiano sanziona «chi pubblicamente vilipende le Forze armate dello Stato o quelle della liberazione»).
Nel solco delle riflessioni di Pannella, il filosofo Norberto Bobbio, attivo nella Resistenza nelle file del Partito d'Azione, domandò: «Sarà lecito almeno dire, [...] senza timore di essere accusati di essere fascisti o amici dei fascisti, che quei trentadue soldati tedeschi morti in quell'agguato erano soggettivamente innocenti?».

### Anni ottanta

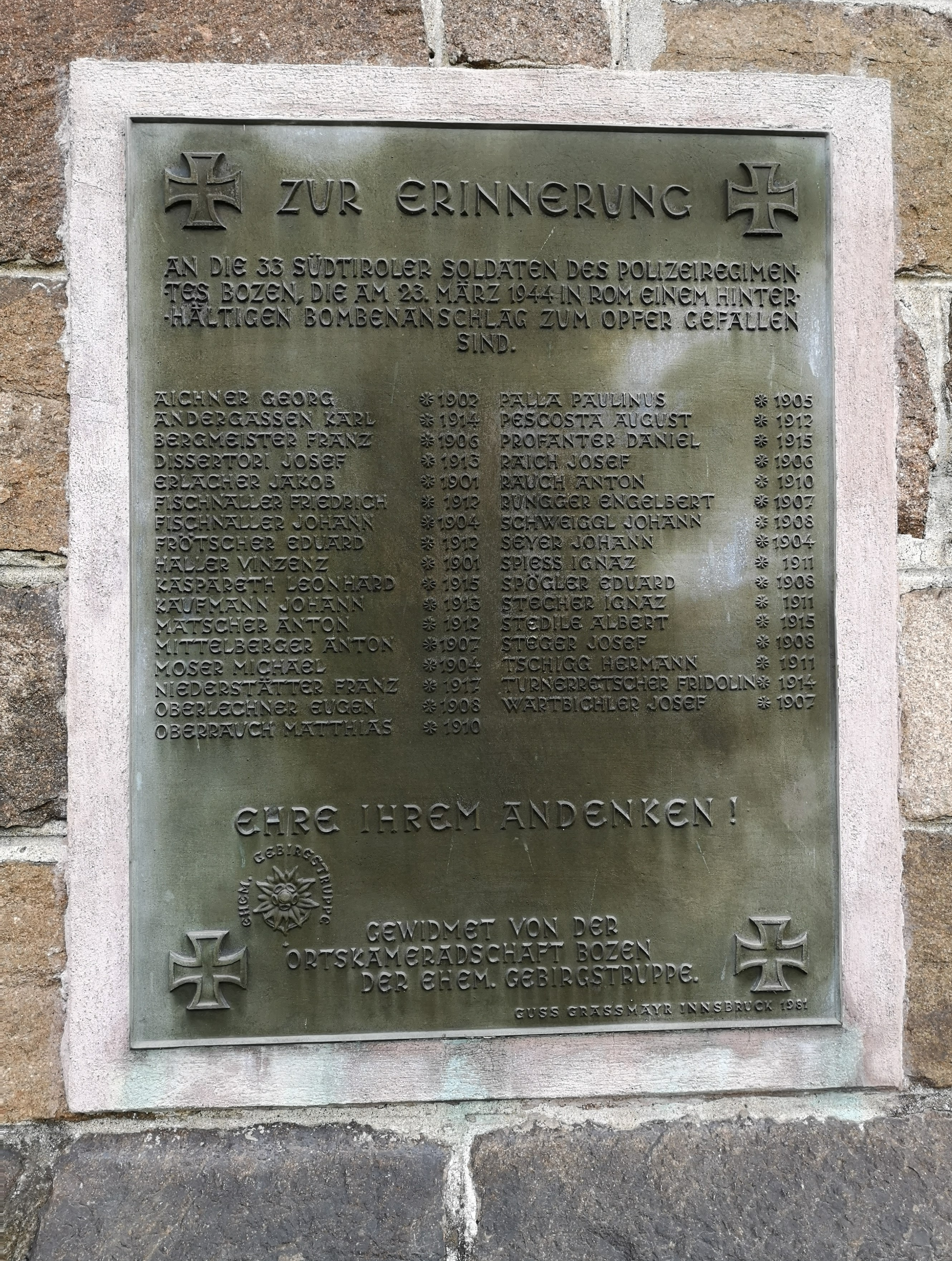
Targa memoriale ai morti del Polizeiregiment Bozen al Cimitero militare austro-ungarico di Bolzano, eretta nel 1981

Dal dopoguerra, ogni cinque anni a marzo i reduci del "Bozen" presero a riunirsi presso il santuario di Pietralba, dove tra gli ex voto è custodito un quadretto con i nomi dei caduti di via Rasella. Nel 1981 l'ex senatore e antinazista Friedl Volgger, uno dei fondatori della SVP, nell'annunciare sull'organo di stampa del partito l'annuale commemorazione che si sarebbe svolta il 29 marzo al cimitero militare austro-ungarico di Bolzano, scrisse:
Le parole di Volgger e la manifestazione suscitarono dure proteste da parte del PCI e dell'ANPI. Trombadori chiese all'associazione partigiana, riunita in quei giorni a Genova per il 9º congresso nazionale, di denunciare penalmente Vollger. Il presidente dell'ANPI Arrigo Boldrini definì il "Bozen" «un corpo speciale di SS», mentre il deputato comunista Raimondo Ricci affermò: «Non si può assolutamente consentire che intorno ai morti di via Rasella si realizzino solidarietà inammissibili». L'ANPI inviò quindi alle massime cariche dello Stato una lettera in cui chiedeva di vietare la commemorazione dei "33 nazisti". Ciononostante la manifestazione si svolse ugualmente alla presenza di circa quattrocento persone tra le quali, oltre a rappresentanze di associazioni dei reduci e degli Schützen, e a un gruppo di fascisti provenienti da Milano e Pordenone, vi erano il presidente della provincia autonoma di Bolzano e leader della SVP Silvius Magnago e il senatore dello stesso partito Karl Mitterdorfer. Durante la cerimonia fu scoperta una lapide in memoria dei militari uccisi, in cui l'attentato era definito "proditorio" (hinterhältig), e fu intonato il canto Ich hatt' einen Kameraden, che in Germania e in Austria accompagna tradizionalmente le esequie con onori militari e le commemorazioni dei caduti.
Protestando per l'avvenuta celebrazione i senatori del PCI Andrea Mascagni, Flavio Luigi Bertone e Giovanni Battista Urbani, tramite un'interrogazione parlamentare, invitarono il governo a
Le polemiche ripresero l'anno successivo quando il ministro della Difesa, il socialista Lelio Lagorio, consegnò a Rosario Bentivegna una medaglia d'argento e una di bronzo al valor militare assegnategli nel 1950 anche per il suo ruolo nell'azione del 23 marzo 1944. Il quotidiano della SVP annunciò la notizia con il titolo "Vigliacco decorato". Diversi senatori dei partiti di sinistra presentarono una nuova interrogazione parlamentare insieme alla precedente, accompagnata da un intervento di Arrigo Boldrini sia sulla manifestazione del 1981 che sulle recenti affermazioni della SVP, chiedendo al governo di condannare tali episodi. A rispondere fu il sottosegretario alla Difesa, il socialdemocratico Martino Scovacricchi:
Trombadori lodò la risposta del governo, esortandolo a «passare dalla deplorazione alla denuncia penale contro chiunque continui a oltraggiare nei partigiani di Via Rasella le Forze Armate della Repubblica Italiana».
Nel 1984 Josef Rampold, direttore del quotidiano Dolomiten, principale giornale in lingua tedesca dell'Alto Adige, criticò l'allora presidente della Repubblica italiana Sandro Pertini per non aver reso omaggio, in occasione delle sue visite a Bolzano, alla lapide posta nel cimitero militare cittadino in memoria dei «sudtirolesi che furono uccisi nel proditorio attentato di via Rasella [...] arruolati e utilizzati semplicemente come corpo di guardia non facendo del male a nessuno». Pertini replicò domandando al direttore del quotidiano se si fosse «mai recato, nelle sue visite a Roma, alle Fosse Ardeatine, ove sono raccolte le salme di 335 innocenti uccisi dai tedeschi per rappresaglia dell'attentato di via Rasella». Nella discussione si inserì anche Norberto Bobbio, il quale – all'interno di un'intervista in cui definì alcune azioni gappiste quali l'uccisione di Giovanni Gentile e l'attentato di via Rasella atti di terrorismo, ossia atti di violenza fini a loro stessi – affermò che non avrebbe avuto problemi a deporre un fiore sulle tombe dei militari altoatesini: «A parte la teatralità del gesto, contrario alla mia natura, non ho alcun motivo serio per rifiutarlo. Sono state vittime innocenti perché scelte a caso».

### Dagli anni novanta
Vittorio Foa, anch'egli un ex azionista, nel 1991 raccontò che visitando con la moglie il cimitero di Castelrotto era rimasto sorpreso nel vedere tombe di persone morte a Roma nel 1944: «Dopo un po' capimmo, erano i morti di via Rasella: erano dei ladini, soldati territoriali nella Wehrmacht. Ancor più del tragico spettacolo dell'ossario della via Ardeatina quel cimitero di montagna mi ha riportato al tema della selezione in una guerra». In occasione del cinquantesimo anniversario del massacro delle Fosse Ardeatine (1994), il sindaco di Roma Francesco Rutelli rivolse un pensiero anche a «quelli che un tempo erano i nostri nemici, agli uomini morti in via Rasella». 
Nel 1997 lo storico tedesco Lutz Klinkhammer osservò che gli uomini del Bozen portavano «l'uniforme della Ordnungspolizei tedesca, erano sottoposti al comandante della città per compiti di sorveglianza, rappresentavano la forza d'occupazione. Proprio la Ordnungspolizei era stata particolarmente visibile nell'area urbana. Aveva partecipato ai rastrellamenti nel Ghetto di Roma ed era stata impiegata nella sorveglianza degli ebrei arrestati. I poliziotti sudtirolesi di lingua tedesca in uniforme nazista potevano benissimo in quel momento essere considerati il simbolo dell'intervento della forza d'occupazione, tanto più che gli arresti di ebrei e la deportazione di italiani ai lavori forzati continuavano. Che questa politica della forza d'occupazione non fosse condivisa da tutti i tedeschi presenti in Italia (per non parlare dei sudtirolesi), è tutt'altro discorso. Per la popolazione italiana chiunque indossasse un'uniforme tedesca rappresentava una potenziale minaccia».
Una manifestazione di pietà per la sorte dei militari altoatesini giunse nel 1999 da Alberto Benzoni e sua figlia Elisa, che – tra le riflessioni conclusive di un saggio su via Rasella critico verso l'opportunità dell'azione e la posizione tenuta in merito dal PCI nei decenni successivi – scrissero:
Al contrario l'ex partigiano Giorgio Bocca ha contestato la descrizione degli uomini del "Bozen" come «pacifici altoatesini, entrati quasi per obiezione di coscienza in un reparto della polizia ausiliaria, che, forse per tenersi in esercizio, aveva dato la caccia ai partigiani nell'Alto Adige eliminandone ogni presenza». Lo storico Alessandro Portelli, autore di un saggio di storia orale su via Rasella e le Fosse Ardeatine, critica la posizione di Bobbio, affermando che la guerra consiste «proprio nello spararsi addosso fra sconosciuti» e non sono solo i volontari a morire in battaglia. Inoltre, pur mostrandosi scettico riguardo alla versione che attribuisce ai militari di truppa il rifiuto di partecipare alla rappresaglia, ritenendola «funzionale da un lato all'esaltazione del cattolicesimo, e dall'altro alla dimostrazione che agli ordini era possibile sottrarsi», afferma che «l'inadeguatezza militare attribuita a questi uomini è anch'essa segno di un'alterità culturale, se non di una resistenza implicita, rispetto al modello delle SS. In un contesto del genere, è un merito non essere guerrieri, e gli va riconosciuto».
Per quanto riguarda il dibattito interno alla comunità sudtirolese di lingua tedesca, degno di nota è un articolo di Christoph Franceschini, pubblicato nel 1994 sulla rivista Südtirol Profil. Il giornalista sudtirolese ricostruisce brevemente la storia del "Bozen" e dell'attentato di via Rasella, soffermandosi in particolare sul ruolo del secondo battaglione nella repressione antipartigiana nel bellunese. Secondo Franceschini, l'attentato di via Rasella costituisce tuttora «un trauma collettivo per il Sudtirolo». Un trauma che «non solo ribalta la questione della colpa, ma nega i fatti storici e se possibile li piega a proprio favore». Dopo aver ricordato le polemiche degli anni ottanta, Franceschini conclude dicendo che il dibattito sui fatti del marzo 1944 mette a nudo l'incapacità del Sudtirolo di affrontare la questione della propria partecipazione – seppur marginale – al sistema hitleriano.
In due occasioni a via Rasella sono state affisse, senza autorizzazione, lapidi in memoria dei caduti del "Bozen" poi rimosse dalla polizia: nel 1996 dal gruppo di estrema destra Movimento Politico e nel 2000 da sconosciuti.
Negli anni duemila lo storico Lorenzo Baratter in diverse pubblicazioni ha divulgato in italiano lo stato della storiografia in lingua tedesca sul "Bozen" e gli altri reggimenti di polizia sudtirolesi. Traendo spunto dall'appendice sul "Bozen" scritta da Baratter per la riedizione del 2004 delle memorie di Bentivegna, il giornalista Bruno Vespa in un suo libro ha affermato che «la tesi di un'azione militare contro un reparto scelto e spavaldo di SS ne esce notevolmente ridimensionata», domandando: «A che serviva decimare un battaglione che non era certo formato dalle truppe scelte di Reder?». In difesa dell'azione gappista è intervenuto lo storico Sergio Luzzatto, autore dell'introduzione a un successivo libro di Bentivegna, definendo quella di Vespa «una presentazione lacrimevole dei 33 altoatesini uccisi in via Rasella quali cisalpine e stagionate "reclute coatte" [...] funzionale a una rappresentazione peggiorativa della lotta gappistica quale inutile spargimento di sangue», e continuando a parlare di «SS saltate in aria in via Rasella». Ha polemizzato con Vespa anche il presidente dell'ANPI di Roma Massimo Rendina, che ha definito gli uomini del "Bozen" «alto atesini che arruolandosi nelle SS avevano giurato fedeltà al Fuehrer».
Nel 2005 Baratter, in un saggio sulla storia dell'Alpenvorland, ha scritto che i caduti di via Rasella, in quanto sudtirolesi, «erano stati tra le vittime predilette dalla repressione nazista e fascista», e alla luce delle nuove acquisizioni storiografiche ha definito «disarmante che ancora oggi si continui a sostenere, in malafede, che il "Bozen" fosse formato da volontari appartenenti alle famigerate SS, già responsabili di efferate azioni contro cittadini inermi ed ebrei, o addirittura corresponsabili della strage delle Fosse Ardeatine».
Nel 2023 Lutz Klinkhammer, in una intervista, è tornato sulla questione osservando che gli uomini del Bozen «portavano la stessa divisa della polizia d'ordine nazista che era quella indossata dai rastrellatori. Formalmente erano tutti inquadrati nell'impero delle SS, sotto Himmler, che infatti il 24 febbraio - un mese prima dell'attentato di via Rasella - emanò un decreto per il quale i reggimenti di polizia dovevano prendere il nome di "Reggimenti di polizia SS"»; lo storico asserisce che tali soldati facevano parte «a tutti gli effetti» dell'apparato repressivo del Terzo Reich. Più avanti Klinkhammer afferma che l'undicesima compagnia, «quella vittima dell'attentato di via Rasella, svolgeva opera di controllo del territorio, e in questo era implicita una funzione repressiva». Riferendosi alla «vulgata non solo di radice neofascista» secondo cui i soldati del Bozen sarebbero stati persone inoffensive, lo storico afferma che si tratta di «mitografia pura» in quanto «i documenti raccontano tutta un'altra storia».

## Ordine di battaglia
Comandante: Oberst der Schutzpolizei (colonnello di polizia) Alois Menschik
Aiutante: Hauptmann der Schutzpolizei (capitano di polizia) Ullbrich
Battaglioni:
- I/SS-Polizei Regiment Bozen
Comandante: Major der Schutzpolizei (maggiore di polizia) Oskar Kretschmer
- II/SS-Polizei Regiment Bozen
Comandante: Major der Schutzpolizei Ernst Schröder
- III/SS-Polizei Regiment Bozen
Comandante: Major der Schutzpolizei Hans Dobek
- Polizei Ersatz Bataillon Bozen (battaglione rimpiazzi)

## Decorazioni
Il Bozner Tagblatt annunciò vari conferimenti di decorazioni ai militari del "Bozen":
- Agosto 1944: quindici Croci di Ferro di seconda classe (un ufficiale, otto sottufficiali e sei militari di truppa) «per comportamento coraggioso nella lotta contro i banditi»[173].
- 13 ottobre 1944: tre Croci di Ferro di seconda classe (tutte a sottufficiali, tra cui il maresciallo Erwin Fritz, poi processato per l'eccidio della valle del Bios); ventotto Croci al merito di guerra di seconda classe con spade (un ufficiale, due sottufficiali e venticinque militari di truppa)[174].
- Novembre 1944: cinque Croci al merito di guerra di seconda classe con spade (tutte a militari di truppa) «per comportamento coraggioso contro sovversivi»[175].
- Febbraio 1945: sei Croci di Ferro di seconda classe (quattro ufficiali – tra cui il maggiore Ernst Schröder, comandante del II Battaglione, e il capitano Hans Zentgraf, uno degli accusati per la strage della valle del Biois – e due militari di truppa); trentuno Croci al merito di guerra di seconda classe con spade (sei ufficiali, dodici sottufficiali, tredici militari di truppa)[176].
- Febbraio 1945: quattordici Croci al merito di guerra di seconda classe con spade «per comportamento valoroso» (quattro sottufficiali, dieci militari di truppa)[177].

Il totale delle decorazioni annunciate dal Bozner Tagblatt ammonta a centodue (ventiquattro Croci di Ferro di seconda classe, settantotto Croci al merito di guerra di seconda classe con spade). Tra queste, dato che solo i militari di truppa provenivano dall'Alto Adige, il numero di decorazioni assegnate agli altoatesini del reggimento ammonta a sessantuno (otto Croci di Ferro di seconda classe, cinquantatré Croci al merito di guerra di seconda classe con spade).

### Esplicative e di approfondimento
1. 1 2  Indicato come maggiore "Dobrik" negli atti del processo Kappler del 1948 e come "Hellmuth Dobbrick" nel libro Morte a Roma di Robert Katz (edizione originale 1967), è citato con questi nomi dalla maggior parte delle fonti, con varie grafie. Da documenti d'archivio invece risulta che il comandante del III Battaglione si chiamava Hans Dobek, che nacque il 3 marzo 1907 e che fu decorato con l'Ordine del Sangue (Blutorden), onorificenza concessa per particolari servigi resi al Partito nazista prima del 1933. Cfr. (DE) Hans Dobek, su Soldaten im 2. Weltkrieg. URL consultato il 4 marzo 2015. Nel diploma di conferimento dell'Ordine del Sangue, datato 31 ottobre 1939, è utilizzata la grafia "Hanns". Cfr. (DE) Blood Order Document, su wehrmacht-awards.com. URL consultato il 13 aprile 2016 (archiviato dall'url originale il 22 aprile 2016).
2. 1 2  Prima di iniziare l'esecuzione della rappresaglia si contarono trentadue morti e cinquantasei feriti, essendo incluso tra questi ultimi il soldato Vinzenz Haller, morto successivamente a causa delle ferite riportate. Cfr. Baratter, appendice a Bentivegna 2004, p. 364. Il giornale di guerra del comando della 14ª Armata tedesca riporta trentadue morti e cinquantaquattro feriti. Cfr. Steinacher 2002, p. 293 n. Non si hanno informazioni certe su eventuali feriti deceduti oltre la mattina del 24 marzo.
3. ↑  In forza dell'ordinanza del commissario supremo n. 41, il 4 luglio 1944 il Tribunale speciale di Bolzano condannò a morte tre cittadini italiani renitenti alla leva: Richard Reitsamer (43 anni) di Merano, Siegfried Dapunt (24 anni) e Paul Mischi (23 anni), entrambi di Badia. Cfr. (DE) Todesurteile gegen Kriegsdienstverweigerer[collegamento interrotto], 8 luglio 1944,  p. 8.
4. ↑  Gli uomini del "Brixen" furono protagonisti di un atto di resistenza passiva al nazismo: nel febbraio 1945, durante la cerimonia del giuramento alla presenza del Gauleiter Hofer, dopo la lettura della formula di giuramento a Hitler rimasero in silenzio. Furono pertanto inviati in Alta Slesia contro l'Armata Rossa: il primo battaglione fu quasi completamente annientato, mentre il secondo disertò in massa consegnandosi ai russi. Cfr. Baratter, appendice a Bentivegna 2004, p. 368.
5. ↑  Secondo Katz 2009, p. 241 (che confonde il "Bozen" con un'unità di SS), questa compagnia, in attesa di essere trasferita nella zona dei Castelli Romani per contrastare i partigiani, sarebbe stata impiegata nella capitale in rastrellamenti per il lavoro obbligatorio e sarebbe stato un suo motociclista a uccidere Teresa Gullace il 3 marzo.
6. ↑  Priva di fondamento è la versione di Bruno Vespa, secondo la quale il maggiore «salvò l'onore a prezzo della vita» venendo fucilato per essersi rifiutato di partecipare al massacro delle Fosse Ardeatine. Cfr. Vespa 2008, p. 242.
7. ↑  In realtà il decreto cui si riferisce Klinkhammer è del 24 febbraio 1943, ossia più di un anno prima dell'attentato.

### Bibliografiche
1. 1 2  Katz 2009, p. 241.
2. ↑   Proto Orchester - Hupf' Mein Mädel - 78 rpm - Polyphon 11833, su YouTube. URL consultato il 14 maggio 2020.
3. 1 2 3 4 5 6  Wedekind 2003, p. 329.
4. ↑   Giorgio Bocca, L'intransigenza maestra di vita[collegamento interrotto].
«famigerato battaglione Bozen, specializzato nella repressione di partigiani, più nazista dei nazisti»
5. ↑   Silvio Bertoldi, Ore 15 del 23 marzo 1944: un carrettino da spazzini carico di morte, in Corriere della Sera, 29 giugno 1997.
«Nemmeno un vero e proprio reparto militare, più comparse che guerrieri»
6. ↑   Sergio Romano, Attentato di via Rasella. L'orrore delle rappresaglie, in Corriere della Sera, 11 febbraio 2011.
«probabilmente la meno nazista delle formazioni tedesche presenti a Roma»
7. ↑  Baratter, appendice a Bentivegna 2004, pp. 353-356.
8. 1 2 3 4 5 6 7 8 9 10 11 12 13 14 15 16   Il Polizeiregiment "Bozen", su digilander.libero.it. URL consultato il 15 giugno 2014.
9. ↑  Baratter 2005, p. 187.
10. ↑  Letteralmente sind zur Ableistung des Kriegsdienstes verpflichtet. Cfr. Baratter 2005, pp. 187-188. Vedi anche la formula utilizzata nell'annuncio della condanna a morte inflitta, sulla base di tale ordinanza, a tre cittadini italiani renitenti alla leva nel luglio 1944: (DE) Todesurteile gegen Kriegsdienstverweigerer[collegamento interrotto], 8 luglio 1944,  p. 8.
11. 1 2 3  Baratter 2005, p. 189.
12. ↑  An den Kriegsdienstpflichtigen.
13. ↑  Sie werden hiermit aufgefordert, sich auf Grund der Verordnung des Obersten Kommissars....
14. ↑  Baratter 2005, p. 188.
15. ↑  Gandini 1979, pp. 9-10, cit. in Portelli 2012, p. 418 nota 33, e Baratter 2005, p. 186.
16. ↑  Baratter 2005, p. 342 n.
17. ↑   Giuseppe Sittoni, Sudditi fedeli e contro. Durante l'occupazione nazista, Pergine Valsugana, Publistampa, 2011,  p. 288, ISBN 8890250658.
18. 1 2  Baratter 2005, p. 186.
19. 1 2 3 4  Wedekind 2003, p. 328.
20. ↑  (DE) Feierliche Vereidigung des Polizeiregimentes Bozen, in Bozner Tagblatt, 31 gennaio 1943,  p. 3.
21. ↑  Per l'identificazione del battaglione, del luogo e della data, si veda:  Archivio fotografico Urban Rienzner, Bolzano..
22. 1 2  Di Giusto 2005, p. 320.
23. ↑   Polizei-Regiment Bozen, su Deutsches Historisches Institut in Rom. URL consultato il 14 dicembre 2014 (archiviato il 14 dicembre 2014).
24. ↑  Baratter 2005, p. 197.
25. ↑  (EN) Carro veloce CV33 &35 L 3 731(i) from the I. Btl./SS-Pol.Rgt. Bozen, su beutepanzer.ru. URL consultato il 13 dicembre 2014.
26. ↑  Di Giusto 2005, p. 394.
27. 1 2  Di Giusto 2005, p. 396.
28. ↑  Sulla strage, si veda anche (SL)  Tone Ferenc, Izbrana dela Okupacijski sistemi med drugo svetovno vojno, Ljubljana, 2009,  p. 286.
29. ↑  (HR) Petra Predoević, Operacija Braunschweig, in Klepsidra, Rijeka (Fiume), Università di Rijeka, 2007,  p. 11. URL consultato il 14 dicembre 2014.
30. ↑  Di Giusto 2005, p. 597.
31. ↑  Il comando e due compagnie avevano sede in città, mentre le altre due erano dislocate a Caporetto e Opacchiasella. Cfr. Di Giusto 2005, p. 604.
32. ↑  Baratter, appendice a Bentivegna 2004, p. 360.
33. ↑   Vincenzo Tessandori, La strage dei nazisti a Falcade nel Bellunese, in La Stampa, 16 febbraio 1978.
34. ↑  Wedekind 2003, p. 330 n.
35. ↑  Franceschini 1994, pp. 9 e 11.
36. ↑  Wedekind 2003, pp. 329-330.
37. ↑  Baratter 2005, p. 184.
38. ↑   Criticata a Bolzano condanna a due nazisti, in La Stampa, 10 luglio 1979.
39. ↑   Roberto Bona, Caviola, 63 anni fa la strage, in Corriere delle Alpi, 18 agosto 2007.
40. 1 2  Baratter 2005, p. 191.
41. 1 2  Andrae 1997, p. 121.
42. ↑  Raiber 2008, pp. 211-212, n. 2 relativa a p. 41.
43. ↑  Baratter 2005, p. 192.
44. ↑  Baratter 2005, p. 194.
45. ↑  Baratter 2005, p. 196.
46. 1 2  Portelli 2012, p. 204.
47. ↑  «Passava cantando, quasi a sottolineare la sicurezza delle forze d'occupazione». Testimonianza di Giorgio Amendola, in Gianni Bisiach, Pertini racconta. Gli anni 1915-1945, Milano, Mondadori, 1983, p. 130.
48. ↑  Baratter 2005, pp. 194-195.
49. ↑  Berger 2016, pp. 28-30.
50. 1 2   Lettera di Giorgio Amendola a Leone Cattani sulle vicende di via Rasella, su larchivio.com (archiviato dall'url originale il 3 giugno 2009). (leggibile online sul sito dell'Associazione Italiana Autori Scrittori Artisti "L'Archivio"), 12 ottobre 1964, pubblicata per la prima volta in appendice a Renzo De Felice, Mussolini l'alleato. II. La guerra civile 1943-1945, Torino, Einaudi, 1997, pp. 562-566.
51. ↑  Capponi 2009, p. 211.
52. ↑  Portelli 2012, p. 192.
53. ↑   Via Rasella, parla chi ideò l'agguato: «Non fu attentato ma atto di guerra», Il Messaggero. URL consultato il 23 marzo 2012 (archiviato dall'url originale il 25 marzo 2012).
54. ↑  Capponi 2009, pp. 229-230.
55. ↑  Bentivegna 2004, p. 200.
56. ↑  Le interviste, originariamente raccolte in Gandini 1979, sono parzialmente riprodotte in Piffer 2003, pp. 9-10.
57. ↑  Baratter, appendice a Bentivegna 2004, p. 363.
58. 1 2  Baratter 2005, p. 201.
59. ↑   Priebke: I superstiti del "Bozen", poteva rifiutarsi come noi, in Adnkronos, 28 maggio 1996. URL consultato il 19 giugno 2014.
60. ↑  Portelli 2012, p. 205.
61. 1 2 3   Adattamento ed elaborazione dall'intervista originale ad Arthur Atz, su larchivio.com. URL consultato il 19 giugno 2014.
62. ↑   Giancarlo Perna, L'ultimo dei Bozen: mi rifiutai di sparare alle Fosse Ardeatine, in Il Giornale, 16 settembre 1997. Cfr. Portelli 2012, p. 418.
63. ↑   Pierangelo Giovannetti, «Rifiutammo l'ordine di Kappler», in Avvenire, 17 marzo 2004.
64. ↑  Baratter 2005, p. 202.
65. ↑  Portelli 2012, p. 206.
66. ↑  Raiber 2008, pp. 81-82 e 95.
67. ↑   Sentenza n. 631, del Tribunale Militare Territoriale di Roma, in data 20.07.1948, su difesa.it. URL consultato il 19 giugno 2014.
68. ↑  Katz 2009, pp. 280-281.
69. 1 2  Katz 2009, p. 444.
70. ↑  Deposizione resa in lingua inglese, letta e firmata, dinanzi i testimoni Wiles della Sezione 690, Investigatore speciale Bianchi e Novitarger, Interprete ufficiale del Campo per Prigionieri di Guerra numero 209 in Afragola, il 28 agosto 1946, riprodotta integralmente in Franco Giustolisi, L'Armadio della vergogna, Roma, Nutrimenti, 2004, pp. 45-46: 45; nonché in  Franco Giustolisi, Erich Priebke, la confessione del nazista senza sentimenti, in L'Espresso, 16 ottobre 2013.
71. ↑  Participation in the war on the side of Germany of Austrians and of German-speaking Alto Atesini (South Tyrolians) after the 8th of September 1943 (Italian armistice), allegato n. 4 all'Aide Memoire on the Question of the Italian Northern Frontier, febbraio 1946.
72. ↑  Baratter 2005, p. 200.
73. ↑  Benzoni 1999, p. 18 n.
74. ↑   Marcello Morace, Un'intervista storica: Kappler ha sempre cercato la libertà, in Stampa Sera, 29 agosto 1977,  p. 2.
75. ↑   Sentenza del Tribunale Militare di Roma, in data 22.07.1997, su difesa.it. URL consultato il 19 giugno 2014.
76. ↑  Katz 2009, p. 280, scrive che accadde «uno degli episodi più rari della guerra di Hitler: Dobbrick rifiutò di obbedire agli ordini di Mälzer», parlando di «insubordinazione».
77. ↑   Silvio Bertoldi, Ore 15 del 23 marzo 1944: un carrettino da spazzini carico di morte, in Corriere della Sera, 29 giugno 1997,  p. 14.
78. ↑  Carlo Carli, Relazione di minoranza della Commissione parlamentare di inchiesta sulle cause dell'occultamento di fascicoli relativi a crimini nazifascisti  (PDF), Senato della Repubblica, XIV legislatura, 24 gennaio 2006, p. 53.
79. ↑  Intervista a Lutz Klinkhammer,  Lo storico tedesco: «Ma altri ufficiali si sono opposti», in Il Messaggero, 18 febbraio 2013.
80. ↑  Zanette 2011, p. 30.
81. ↑  Baratter 2005, p. 292.
82. ↑  Zanette 2011, p. 33.
83. ↑  Baratter 2005, p. 203.
84. ↑  Riportati in Baratter 2005, p. 204.
85. ↑   Christoph Hartung von Hartungen, Die Südtiroler Polizeiregimenter, in Der Schlern, vol. 55, n. 10, 1981,  pp. 494-516: 509.
86. ↑  (DE) Hans Dobek, su Soldaten im 2. Weltkrieg. URL consultato il 4 marzo 2015.
87. ↑   Tommaso Chiussi, I reparti della Ordnungspolizei a Sappada, in Archivio Trentino, vol. 1/2020, ISSN 1125-8225, Fondazione del Museo Storico del Trentino,  pp. 229-230.
88. ↑  Baratter 2005, pp. 204-205.
89. ↑  Baratter 2005, p. 205.
90. ↑  (DE) Zur Geschichte der Ordnungspolizei, su lexikon-der-wehrmacht.de.
91. ↑   Rapporto della Commissione storica italo-tedesca insediata dai Ministri degli Affari Esteri della Repubblica Italiana e della Repubblica Federale di Germania il 28 marzo 2009 (PDF)., luglio 2012, pp. 30 e 110.
92. ↑  Franz Leopold Neumann, Behemoth. Struttura e pratica del nazionalsocialismo, Milano, Mondadori, 2004, p. 60 ss. (per la "sincronizzazione" in generale) e p. 79 (per la polizia in particolare).
93. ↑  «Mit Erlaß des RFSS und Chef des Deutschen Polizei vom 24.Februar 1943 erhielten die Pol.-Rgter, auf Grund der engen Verbindung von Polizei und SS und in Anerkennung ihres Einsatzes an der Ostfront in Krisenzeiten die Bezeichnung "SS-Polizei-Regimenter", blieben aber unverändert Bestandteil der Ordnungspolizei». Traduzione: «Con provvedimento adottato da parte del RFSS e Capo della polizia tedesca il 24 febbraio 1943 i reggimenti di polizia, in virtù della stretta connessione tra la polizia e le SS e in riconoscimento del loro impiego sul fronte orientale in tempi di crisi, hanno ricevuto l'appellativo "SS-Polizei-Regimenter", ma è rimasta invariata la loro appartenenza alla Ordnungspolizei». Cfr. (DE) Zur Geschichte der Ordnungspolizei, su lexikon-der-wehrmacht.de. URL consultato il 19 giugno 2014.
94. 1 2  Baratter 2005, p. 190.
95. ↑  (DE) Hans Buchheim, SS und Polizei im NS-Staat, collana Staatspolitische Schriftenreihe, Bonn, Studiengesellschaft für Zeitprobleme, 1964,  p. 104.
96. ↑  Baratter 2005, p. 206.
97. ↑  In originale: «On the lapels of their gray uniforms and on the front of their helmets, as Fiorentini could see, they bore the double lightning bolt, symbol of the SS». Cfr. Raiber 2008, p. 212, nota 4 relativa a p. 41.
98. ↑  Katz 1968, p. 25 n.
99. ↑  «All of this was imaginary: It must have been know to the partisans–if not to Katz–that no policeman, whether or not SS, wore Sigrunen on the right collars of their uniforms, a custom reserved exclusively for members of the Waffen-SS below the rank of SS Colonel (SS-Standartenführer), while the "double lightning flashes" were painted on the right temporal aspects, not the fronts, of helmets worn by members of the SS». Cfr. Raiber 2008, p. 212, nota 4 relativa a p. 41.
100. ↑  Elizabeth Wiskemann, The Rome-Berlin Axis. A Study of the Relations between Hitler and Mussolini, Londra, 1949, p. 333 (nell'edizione 1966, p. 390).
101. ↑  Raiber 2008, p. 212, nota 4 relativa a p. 41.
102. ↑  Staron 2007, pp. 391-392, nota 32 relativa a p. 34.
103. 1 2  Katz 2009, p. 240.
104. ↑  Leonida Repaci, Storia dei Rupe, vol. IV: La terra può finire, Milano, Mondadori, 1973, p. 359.
105. ↑  Lepre 1996, p. 47.
106. ↑  Amendola 1973, pp. 296-297.
107. ↑  Katz 2009, p. 312.
108. ↑  Calamandrei 1984, p. 152.
109. ↑  Calamandrei 1984, pp. 160-1.
110. 1 2  Lepre 1996, p. 48.
111. ↑  Trabucco 1945, p. 190 (23 marzo).
112. ↑  Amendola 1973, pp. 290-291.
113. ↑  Bentivegna 2004, p. 199.
114. ↑  Si veda il lemma "Grüne Polizei" del  glossario. in Werner Warmbrunn, The Dutch under German Occupation, 1940-1945, Stanford University Press, 1963, p. 313.
115. ↑  Anche Portelli 2012, p. 203, scrive: «Non portano l'uniforme grigia delle SS combattenti, ma quella verde ramarro degli addetti ai rastrellamenti».
116. ↑  Realizzata dal regista Enzo Cicchino e andata in onda per il programma della Rai Mixer di Giovanni Minoli.
117. 1 2   Adattamento ed elaborazione dell'intervista originale a Rosario Bentivegna, su larchivio.com. URL consultato il 19 giugno 2014.
118. ↑   Adattamento ed elaborazione dall'intervista originale a Carla Capponi, su larchivio.com. URL consultato il 19 giugno 2014.
119. ↑   Adattamento ed elaborazione dall'intervista originale a Matteo Matteotti, su larchivio.com. URL consultato il 19 giugno 2014.
120. ↑  Hermann Frass, Das Drama der 11. Kompanie in Rom vor dreissig Jahren, in «Südtirol in Wort und Bild», 18 (1974), Heft 3, in Baratter 2005, p. 189.
121. ↑   Adattamento ed elaborazione dall'intervista originale a Giorgio Angelozzi Gariboldi, su larchivio.com. URL consultato il 19 giugno 2014.
122. ↑  Baratter 2005, pp. 189-190.
123. ↑  Raiber 2008, p. 41.
124. ↑   Nicola Spagnolli, Le guerre mondiali viste dalle Dolomiti. Incontro con lo storico Lorenzo Baratter, 26 febbraio 2006. URL consultato il 21 marzo 2014 (archiviato dall'url originale il 21 marzo 2014).
125. ↑  Nel 1996 Il Giornale aveva invece affermato, nell'ambito di una versione dei fatti giudicata diffamatoria verso gli ex gappisti, che era formato interamente da cittadini italiani. Cfr. Corte di cassazione, Sezione III civile,  Sentenza 6 agosto 2007, n. 17172..
126. ↑  Baratter 2005, pp. 187-189.
127. ↑  «zumeist politisch zuverlässige Optanten».
128. 1 2  Klinkhammer 1997, p. 12.
129. ↑  Portelli 2012, p. 202.
130. ↑  Piffer 2003, pp. 9-10.
131. ↑   Emanuela Audisio, "Il Vaticano mi aiutò a fuggire in Argentina", in La Repubblica, 10 maggio 1994.
132. ↑  Queste le cifre in Portelli 2012, p. 203.
133. 1 2  Prauser 2002, p. 281.
134. ↑  Baratter, appendice a Bentivegna 2004, p. 365.
135. ↑   Silvio Bertoldi, Sergio Quinzio, Fosse Ardeatine, la lista di Kappler, in Corriere della Sera, 23 marzo 1994.
136. ↑  Portelli 2012, p. 203.
137. ↑  Staron 2007, p. 34.
138. ↑  Baratter 2005, pp. 196-7.
139. ↑  Corte di cassazione, Sezione III civile,  Sentenza 6 agosto 2007, n. 17172..
140. ↑  Albert Innerbichler, intervista a cura di Maurizio di Puolo (1996), in  Umberto Gentiloni, "Vidi un bambino. Poi l'esplosione che lo fece a pezzi". La testimonianza di Albert Innerbichler, un sopravvissuto di via Rasella, in la Repubblica, 22 marzo 2024,  p. 28. URL consultato il 9 giugno 2024.
141. ↑  Camera dei deputati, II legislatura,  resoconto stenografico della seduta del 24 marzo 1954 (PDF).  (PDF), p. 6389.
142. ↑  Camera dei deputati, V legislatura,  resoconto stenografico della seduta antimeridiana di martedì 15 dicembre 1970 (PDF).  (PDF), pp. 23897 (Niccolai) e 23906 (Mitterdorfer).
143. 1 2   Scampati alla strage di via Rasella rifiutarono di fucilare gli ostaggi, in La Stampa, 24 marzo 1979.
144. ↑  Baratter 2005, p. 210.
145. ↑   Intervento di Marco Pannella al 21º congresso del Partito Radicale, su radioradicale.it, 2 aprile 1979 (archiviato dall'url originale il 24 settembre 2015).
146. ↑   Tra i radicali e il pci battaglia di querele, in La Stampa, 29 maggio 1979,  p. 1.
147. ↑   "tornaconto per i comunisti?" nell'80 la polemica di Pannella, in Corriere della Sera, 20 marzo 1994.
148. ↑   Norberto Bobbio, Quando la libertà dagli spietati doveri? (PDF), in Quaderni Radicali, n. 7, ottobre-dicembre 1979,  pp. 78-81 (archiviato dall'url originale il 7 ottobre 2015).
149. ↑   Cerimonie a Bolzano per i 33 sudtirolesi morti in via Rasella, in La Stampa, 27 marzo 1981.
150. ↑   Giuliano Marchesini, Bolzano: per noi i partigiani dell'attentato di via Rasella non sono dei «folli fanatici», in La Stampa, 28 marzo 1981.
151. ↑   Daniele Martini, Anche da via Rasella nacque la Repubblica (PDF), in l'Unità, 28 marzo 1981. Nella stessa pagina, Enrico Paissan, Per la SVP i partigiani erano «folli fanatici»; f.m., Segnale grave che si somma ad altri, intervista ad Arrigo Boldrini e Raimondo Ricci.
152. ↑  L'iscrizione, adornata da due Croci di Ferro, recita: «Zur Erinnerung an die 33 Südtiroler Soldaten des Polizeiregimentes "Bozen", die am 23. März 1944 in Rom einem hinterhältigen Bombenanschlag zum Opfer gefallen sind». Cfr. la fotografia in Franceschini 1994, p. 9.
153. ↑   Giuliano Marchesini, Hanno ricordato i caduti al canto di «Kameraden», in Stampa Sera, 30 marzo 1981.
154. ↑  Senato della Repubblica, VIII legislatura,  resoconto stenografico della seduta del 2 aprile 1981 (PDF).  (PDF), p. 14054.
155. ↑  Senato della Repubblica, VIII legislatura,  resoconto stenografico della seduta del 16 febbraio 1982 (PDF).  (PDF), pp. 19881-8.
156. ↑   Antonello Trombadori, Via Rasella fu «un atto di guerra» (PDF), in l'Unità, 21 febbraio 1982.
157. ↑   Da Bolzano un attacco a Pertini, in la Repubblica, 27 settembre 1984.
158. ↑   Secca replica di Pertini al quotidiano Dolomiten, in La Stampa, 2 ottobre 1984.
159. ↑  Norberto Bobbio, intervista a cura di  Giampiero Mughini, Giustizia e libertà: il nodo è ancora qua (PDF), in L'Europeo, XL, n. 42, 20 ottobre 1984,  pp. 124-134: 124-125. URL consultato il 22 aprile 2015 (archiviato dall'url originale il 19 agosto 2014).
160. ↑  Vittorio Foa, Il cavallo e la torre. Riflessioni su una vita, Torino, Einaudi, 1991, p. 158.
161. ↑   Fosse Ardeatine, 50 anni fa, in Corriere della Sera, 25 marzo 1994.
162. ↑  Benzoni 1999, p. 123.
163. ↑  Giorgio Bocca, Il secolo sbagliato, Milano, Mondadori, 1999, p. 62.
164. ↑  Portelli 2012, pp. 205-206.
165. ↑  Franceschini 1994, pp. 8 e 12.
166. ↑   Giuliano Gallo, Una lapide a Roma in via Rasella, provocazione fascista sulla strage, in Corriere della Sera, 17 gennaio 1996.
167. ↑   Via Rasella, sequestrata lapide che ricorda i Bozen uccisi, in La Repubblica, 19 agosto 2000.
168. ↑  Vespa 2008, pp. 241 e 244.
169. ↑  Luzzatto, introduzione a Bentivegna 2006.
170. ↑   Massimo Rendina, Via Rasella e gli errori di Vespa (XML). URL consultato il 19 ottobre 2014 (archiviato dall'url originale il 24 giugno 2016).
171. ↑  Baratter 2005, pp. 208-210.
172. ↑   Simonetta Fiori, Parla lo storico Klinkhammer: “Erano soldati appartenenti alle SS ecco la verità sulla brigata Bozen”, in la Repubblica, 1º aprile 2023. URL consultato il 2 aprile 2023. A una domanda circa l'origine della vulgata sull'inoffensività del Bozen, Klinkhammer risponde: «Mi viene in mente una serie di fascicoletti scritti nel 1948 da Attilio Tamaro» (autore definito da Klinkhammer «un monarchico che non aveva ben digerito la Repubblica»), di cui Klinkhammer cita un passo nel quale Tamaro definisce gli uomini del Bozen di stanza a Roma «soldati non belligeranti», passo che si conclude con le parole: «Erano tutto ciò che di meno pericoloso si potesse trovare nell'esercito tedesco».
173. ↑  (DE) Auszeichnungen von Männern der Polizei, in Bozner Tagblatt, 26 agosto 1944,  p. 6.
174. ↑  (DE) Auszeichnungen von Männern der Polizei, in Bozner Tagblatt, 14 ottobre 1944,  p. 7.
175. ↑  (DE) Kreis Bozen, in Bozner Tagblatt, 9 novembre 1944,  p. 3.
176. ↑  (DE) Polizeimänner ausgezeichnet, in Bozner Tagblatt, 16 febbraio 1945,  p. 3.
177. ↑  (DE) Auszeichnung von Männern der Polizei, in Bozner Tagblatt, 26 febbraio 1945,  p. 2.